# Icoanele pe sticlă de la Nicula

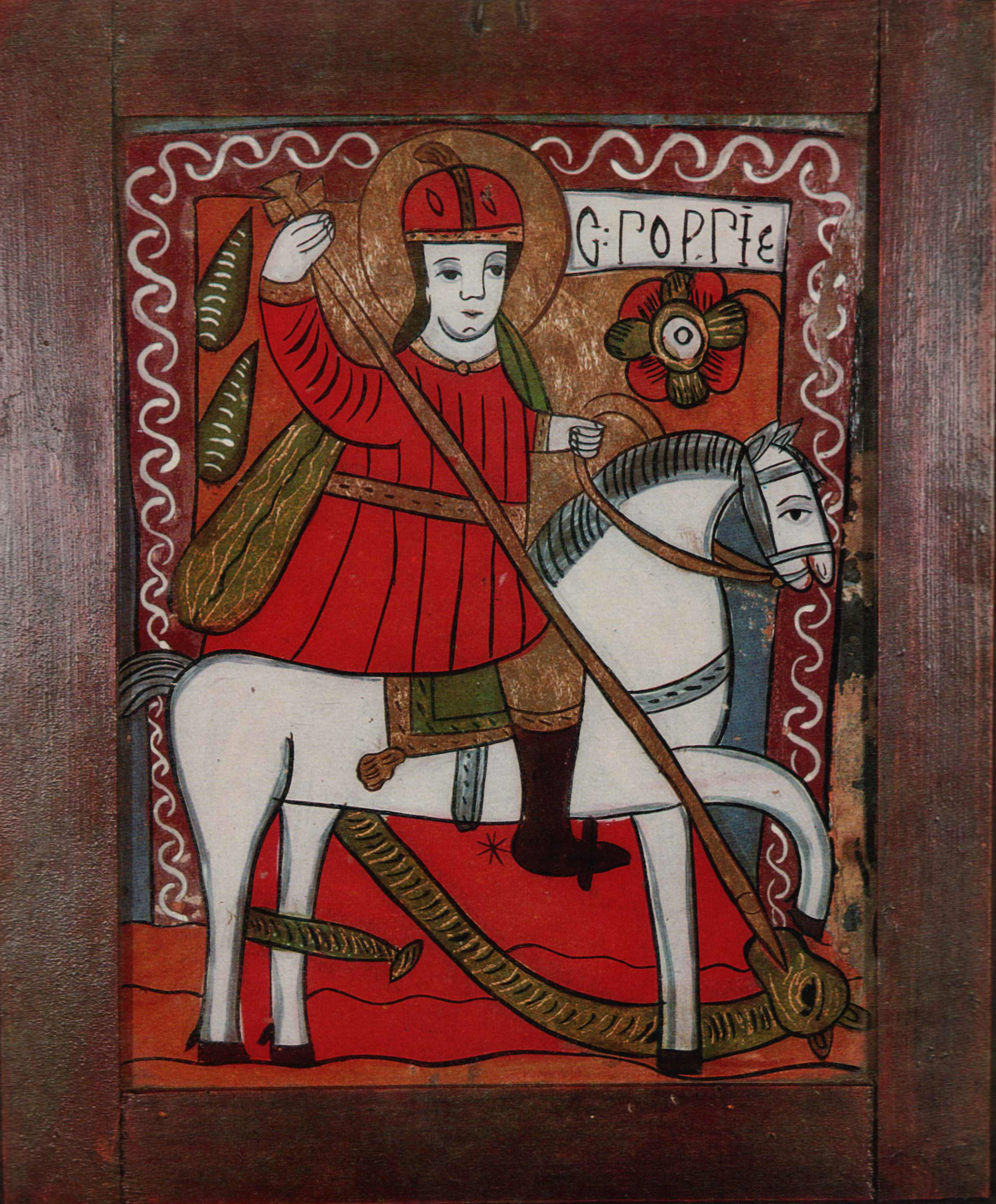
- Sfântul Gheorghe ***
Icoană anonimă pe sticlă, 31x25.5cm, Colecția Bidian
Nicula, începutul secolului al XIX-lea
.......................................Portretul Sfântului Gheorghe a fost una dintre cele mai căutate icoane, ea fiind egalată cantitativ, doar de scenele din ciclul cristologic sau din viața Maicii Domnului. Următoarele locuri au fost ocupate de portretul Sfântului Nicolae și de Sfânta Paraschiva. Cel mai răspândit șablon este cel din această reprezentare în care dimensiunea prea mică a lucrării nu a permis decât figurarea luptei călărețului cu balaurul din Berytus (Beirut). Lipsesc o serie de elemente din regia episodului, așa cum sunt fata de împărat, împărăteasa, împăratul, castelul, îngerul cu coroana victoriei sau copilul din Amira. Toate acestea fac parte compozițională din toate reprezentările altor centre de pictură pe sticlă din Transilvania. În această reprezentare desenul este foarte mult simplificat, calul pare de jucărie, călărețul este înțepenit. Piciorul calului împreună cu brațul ridicat formează două semicercuri ale căror deschideri sunt opuse, dar sunt sprijinite pe diagonala formată de lancea ce împarte compoziția în două triunghiuri egale. Se poate vedea ritmul format de mișcarea brațului, a frâului și a balaurului, care anulează destul de bine rigiditatea călărețului și calului. Instinctul nativ al meșterului iconar a găsit rezolvarea care aduce echilibrul suprafețelor din cadrul dat.

Icoanele pe sticlă de la Nicula sunt lucrări ale unor meșteri iconari anonimi care au activat de la începutul secolului al XVIII-lea până la sfârșitul primei jumătăți a secolului al XX-lea. Startul fenomenului picturii icoanelor pe sticlă din Transilvania a avut loc la Nicula, acolo unde Icoana Maica Domnului cu pruncul Isus (pictată de Luca din Iclod) a lăcrimat timp de 26 de zile în anul 1694(9). Ca urmare a marilor pelerinaje care s-au desfășurat aici și care au fost declanșate de Icoana lui Luca din Iclod, a început la Nicula o producție de masă a icoanelor pe sticlă datorită unei mari cereri populare, timp de circa două secole și jumătate. 
Icoanele din Nicula fac parte din cultura folclorică românească. Modul de interpretare a temelor și varietatea lor s-ar putea asemăna cu bogăția cusăturilor populare din satele din România. Precum cusăturile, icoanele de la Nicula aparțin unei familii de motive ale căror caracteristici sunt comune, dar modurile de rezolvare nu sunt niciodată identice. Acest fenomen nu se mai întâlnește niciunde în pictura pe sticlă din Europa Centrală. Datorită acestui motiv, individualitatea creatoare a țăranului român, cu mijloace dintre cele mai modeste, a dus la o creație populară reprezentativă de pe continentul european.
Au existat la Nicula două perioade de creație artistică. Prima s-a definit ca fiind cea în care creativitatea meșterilor iconari a atins apogeul și care a dat cele mai valoroase opere de artă țărănească. Această perioadă este caracterizată de supraproducție și s-a desfășurat de la începutul secolului al XVIII-lea până la mijlocul secolului al XIX-lea. A doua perioadă, care a durat până la sfârșitul celui de al doilea război mondial, a fost una a declinului care devenit foarte accentuat spre sfârșitul ei.
Centrul de producție de la Nicula a dat mai mulți meșteri iconari care au părăsit satul și s-au așezat în diferite localități din Transilvania. Cei mai cunoscuți sunt cei care s-au stabilit în Șcheii Brașovului, Arpașu de Sus, Făgăraș, Mărginimea Sibiului sau Țara Oltului. Fenomenul artei figurative pe sticlă de la Nicula s-a reactivat la sfârșitul secolului al XX-lea datorită unui mare interes pe care l-au manifestat cercetătorii, editorii, și colecționarii de artă populară.

## Nicula, leagănul picturii populare pe sticlă din Transilvania

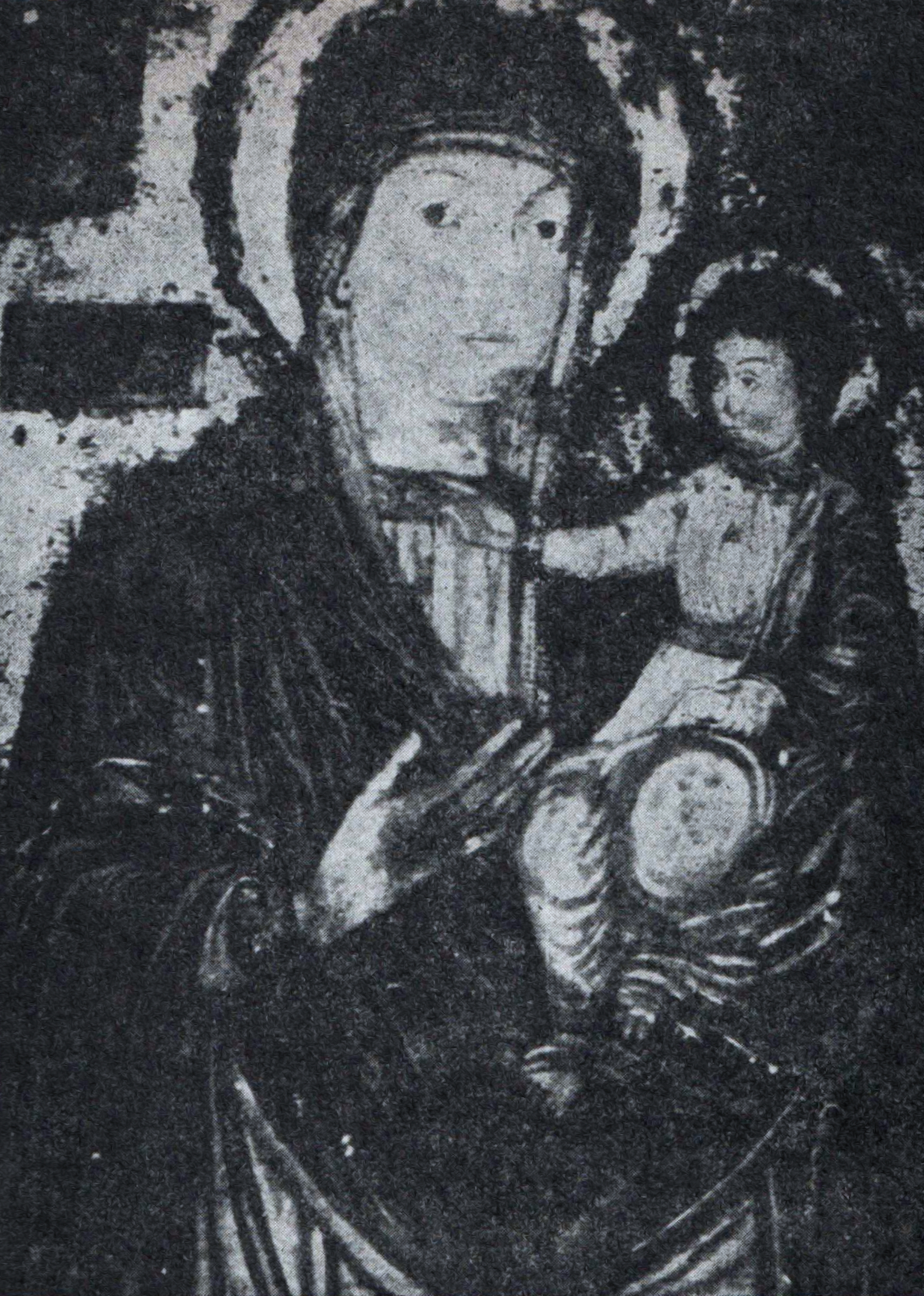
Arhetipul imaginii Maicii Domnului cu pruncul Isus de la Nicula, atribuită lui Luca din Iclod (1681) -- după Juliana Fabritius-Dancu

Cu excepția centrelor izolate, în câteva zone etnografice din Transilvania, s-au realizat icoane pe sticlă în mici sate, care prezintă trăsături pline de omogenitate. Așa numitele Icoane de la Nicula, s-au făcut nu numai în satul Nicula, ci și în Hășdate și orașul Gherla. Primele informații documentare despre icoanele din Transilvania, care vin din prima jumătate a secolului al XIX-lea,, fac referire la cele de la Nicula, fapt pentru care se poate spune că aici a fost primul centru unde s-a practicat acest meșteșug. De-a lungul timpului, noțiunea de icoană pe sticlă s-a confundat adesea cu faima pe care satul Nicula și Mănăstirea Nicula au dus-o printre pelerinii care veneau aici. Acest lucru a fost posibil datorită unei producții masive de icoane ce erau împrăștiate de aici în tot Ardealul și mai mult de atât, în Moldova și Țara Românească. Această confuzie a durat aproape două sute de ani de la prima atestare documentară, și chiar după anul 1937, an în care istoricul de artă George Oprescu a atribuit centrului de la Nicula, icoanele realizate fără echivoc în Arpașu de Sus, Făgăraș, Șcheii Brașovului, Mărginimea Sibiului și Țara Oltului, fără să menționeze în studiul pe care l-a publicat decât pictura de la Nicula. Acest lucru, trecând peste confuzia pe care a creat-o chiar și Oprescu, duce la confirmarea renumelui meșterilor iconari de la Nicula și vechimea meșteșugului care a înflorit în această zonă etnografică a Transilvaniei.
Cel mai apropiat punct de contact care ar fi putut face legătura cu centrele de producție cunoscute în Europa, cum erau Moravia, Boemia, Slovacia și Austria, era zona Maramureșului. Dar, nu se cunoaște să fi existat aici niciun centru de pictură pe sticlă și niciun meșter zugrav a cărui faimă să fi trecut secolele, deși poate că au fost unele începuturi sporadice în secolul al XVIII-lea. Istoric vorbind, apariția unei producții de masă este cunoscută doar la Nicula, acest lucru fiind datorat Icoanei Maica Domnului cu pruncul Isus (pictată de Luca din Iclod) care a lăcrimat în 1699, fapt care a declanșat un pelerinaj fără precedent în teritoriile ocupate de românii ortodocși. Ca o necesitate, au apărut meșterii iconari și de aceea Nicula a fost catalogată într-un mod absolut unanim ca fiind primul centru din Transilvania unde a apărut pictura pe sticlă ca un fenomen de masă. Există la Biblioteca Palatină din Viena o scrisoare a unui călugăr iezuit care vorbește despre situația morală și religioasă a românilor din Transilvania. În aceasta se face referire la niște icoane „... Una dintre aceste icoane ale născătoarei de Dumnezeu Maice, a fost văzută lăcrămând în anul 1694, într-un sat aproape de Cluj”. Bojor a precizat că s-au mai văzut în istorie asemenea lăcrimări la St. Severin în 1519 (probabil la Paris), la Treviglio (Milano în 1552), Brescia în 1562, în Tal de lângă Milano în 1694, Jaurin (Györ) din Regatul Ungar în 1697, în Tîrnovia (poate Trnava din Cehoslovacia în 1708) etc.

## Localitatea

### Istoric

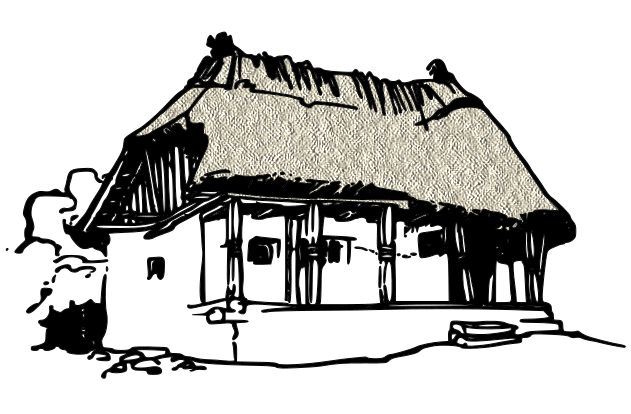
Casă tradițională din Nicula

Satul Nicula și Mănăstirea Nicula este la o distanță de circa 3 km de orașul Gherla și la vreo 50 km de Cluj, care era în acele vremuri capitala Transilvaniei. În opinia lui Mihai Popescu, satul Nicula a aparținut unui teritoriu care a fost locuit de către români începând din secolul al XI-lea, încă de pe vremea când au pătruns în Transilvania triburile ungurilor la est de Râul Tisa. Canonicul Victor Bojor din Gherla, a reluat afirmațiile unor cercetători ai istoriei satului, cu precădere cele ale lui Kádár József din monografia Comitatului Solnoc-Dăbâca, care a presupus că numele localității ar veni de un pustnic Nicolae sau de la numele primului proprietar de pământ al locului, sau de la patronul vechii biserici - Sfântul Nicolae. Cel mai vechi document existent, atestează doar pădurea Niculei încă din anul 1326. Un altul, din 1369, vorbește de un anume Ștefan Wass de Sîntejude, un moșier al Niculei, și de faptul că locuitorii erau români. În anul 1458, zona Niculei a fost donată, în 1430, de Matei Corvin comitelui Johannes Geréb de Wingarth care era subguvernatorul Ardealului.
În 1463, Nicula a ajuns în proprietatea familiei Bánffy și după patru ani, ca urmare a răscoalei unor fruntași și nobili maghiari secui și sași, Matei Corvin a dat satul Episcopiei de Oradea. În perioada 1553 - 1600, satul a aparținut de orașul Gherla, după care a fost vândut familiei Wass de la Țaga. În anul 1694, Nicula era în proprietatea unor nobili români ai satului. Cum reiese din tradiția orală a locului, în anul 1602, satul a avut parte de incendiu mistuitor. Ca urmare, a menționat Victor Bojor după monografiile maghiare, locuitorii unguri ce făceau parte din comunitatea bisericească unitariană au fost uciși. Satul a fost reconstruit din temelii până în 1806, an în care a revenit în administrarea orașului Gherla.

### Așezare geografică

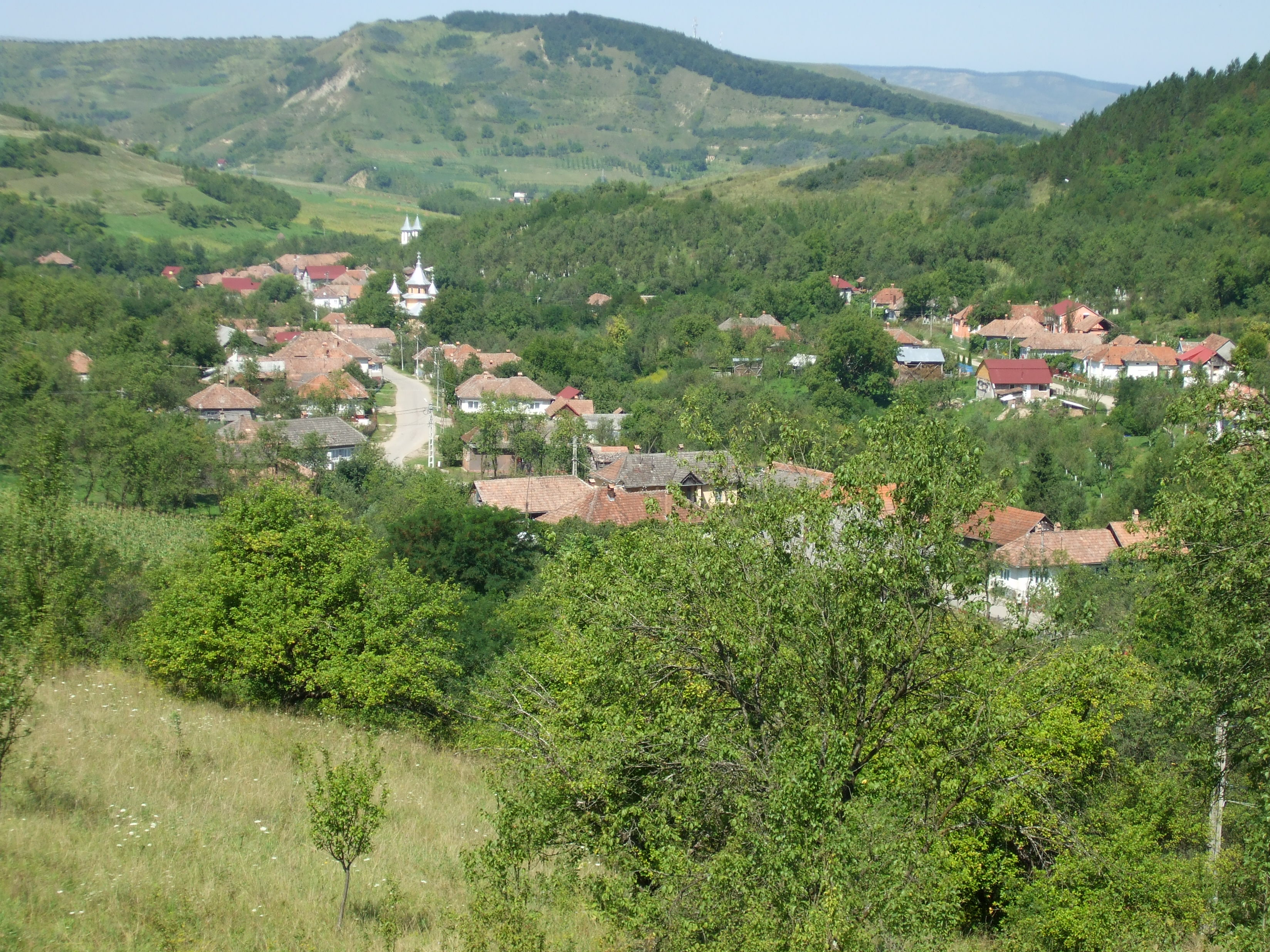
Așezarea Nicula

Nicula este amplasată într-o vale îngustă ce are de o parte și de alta dealuri cu înălțimi apreciabile. Astăzi, localitatea a rămas cu puține case vechi și multe transformate după gustul locuitorilor. Nu s-a mai conservat nimic din forma de odinioară și nici din pitorescul menționat în documentele istorice. Drumul din sat spre Mănăstirea Nicula este îngust, pe alocuri povârnit și cotit. Pământul este clisos în timpul ploios, sărac și plin de praf pe vreme secetoasă. Din aceste cauze, agricultura practicată de locuitori de-a lungul timpului nu a permis îndestularea, fapt care i-a determinat să practice și alte profesii.

## Perioade de creație la Nicula
Icoanele vechi realizate din secolul al XVIII-lea la Nicula, până în deceniul al șaselea al secolului al XIX-lea, prima perioadă de creație, caracterizată de supraproducție. Ele au un format mic, cu dimensiuni de 30x25cm. Invariabil, acestea prezintă un chenar cu torsadă așezat deasupra scenei, ca un Arc de triumf. Obiceiul folosirii torsadelor ca mijloc de încercuire a unei zone sacre, coboară în negura magiei ancestrale. Mult mai rar se întâlnește pe icoane, chenare cu motivul lujerelor cu frunze verzi, acestea fiind și ele la rândul lor cu o formă stereotipă. Icoanele care au fost pictate începând din deceniul al șaptelea al secolului al XIX-lea la Nicula, considerate noi, ca făcând parte din a doua perioadă de creație, care a durat până pe timpul celui de al doilea război mondial din secolul al XX-lea, prezintă aproape fără excepție, un chenar ornamentat cu lujere și trandafiri (ruje) roșii, cu o mare diversitate de forme.

## Ocupația de iconar
Sătenii din Nicula s-au ocupat cu precădere, până în secolul al XVIII-lea, cu păstoritul. Întâmplarea cu lăcrimarea Icoanei de la Nicula le-a oferit un mijloc de existență bănos și lipsit de riscuri - producția de masă a icoanelor pe sticlă. Au practicat un comerț înfloritor cu icoane timp de două sute de ani, din secolul al XVIII-lea până în secolul al XIX-lea. Declinul activității s-a produs începând din primele decenii ale secolului al XX-lea.

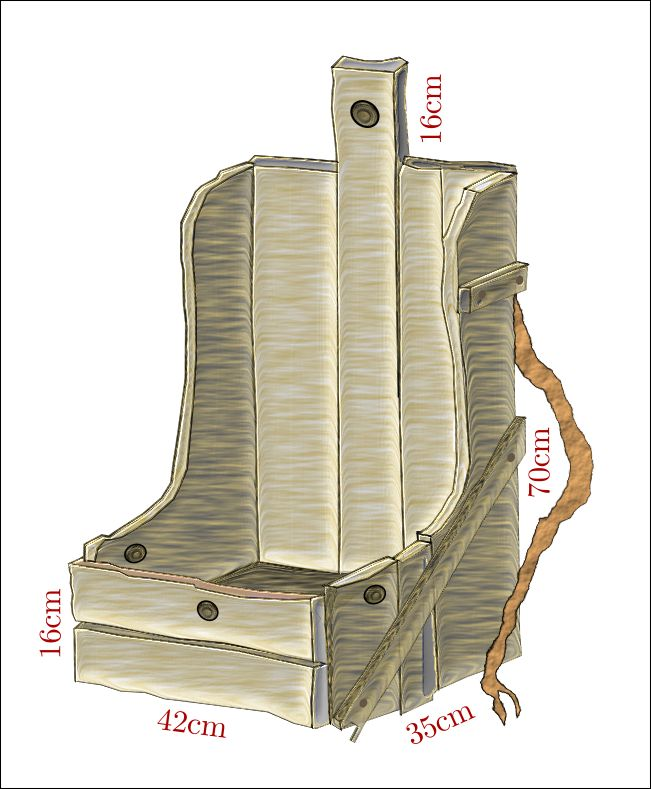
Coș pentru icoane (machetă), folosit pentru transportul icoanelor

Pictatul icoanelor nu a fost pentru locuitorii satului, așa cum a fost zonele specializate din Boemia sau Austria, o ocupație exclusivă, deci principală. Niculenii erau țărani care trebuiau să-și obțină cele trebuincioase traiului prin forțe proprii. Pictura pe sticlă reprezenta o a doua ocupație pe care o practicau atunci când munca în agricultură nu era una de primă urgență. Ca urmare, sătenii au ajuns și la o anume diviziune a muncii, așa cum era uzuală și în centrele din străinătate și unde totul avea dimensiuni industriale. Acolo totul era organizat în ateliere mari și chiar în edituri. O asemenea organizare nu a existat la Nicula. Atelierele țăranilor erau formate din membrii familiei, care își împărțeau munca pe diferite operațiuni specifice. Uneori sarcinile se cumulau: prepararea culorilor, procurarea sticlei, desenatul icoanei (răzăluitul), pictatul (umplutul), confecționarea ramelor și a capacelor de protecție din spatele icoanei. Desigur că sarcinile se distribuiau în funcție de experiență și de aptitudini.
Foarte importantă era munca femeilor. De obicei, acestea copiau desenul (izvodul) și pictau în culori desenul. Bărbații se ocupau cu confecționarea ramelor. Erau și cazuri în care la producția de icoane se asociau familii învecinate. Au fost și familii specializate exclusiv pe vînzarea icoanelor. Ele se deplasau prin târgurile organizate prin satele din Ardeal. Desenele (izvoadele) se moșteneau de obicei în familie astfel încât, fiecare avea anumite preferințe în funcție de cererea pe anumite tematici, totul ducând în final pe specializarea pe model.
Din cauza fragilității suportului de sticlă, cele mai multe din icoanele realizate în secolul al XVIII-lea s-au pierdut, pierdute fiind și numele creatorilor lor. Fiind în familie, probabil că numele lor sunau la fel ca cele ale urmașilor lor care au rămas pe rolurile fiscale ale secolului al XIX-lea, majoritatea fiind români. Datorită fiscului, s-au transmis contemporaneității și numele celor care aveau "școală de pictură pe sticlă" și au practicat meșteșugul acesta timp mai îndelungat. Unii dintre meșterii iconari au depășit stadiul de a copia izvodul, ei au trecut spre o "scriitură" destul de liberă și degajată.
Mai mulți iconari de la Nicula au plecat și s-au stabilit în Șcheii Brașovului, în jurul Făgărașului sau la Alba Iulia. Există documente care amintesc încă din anul 1640, despre un Ion ot Nicula care lucra la Biserica din Șcheii Brașovului împreună cu Radu ot Brașov, dar nu se știe dacă pictau pe sticlă. Din marele număr de iconari care au pictat la Nicula, istoria nu a păstrat numele decât a circa treizeci de meșteri și iconărițe. Toți ceilalți au rămas în anonimat prin lipsa unor documente care să-i certifice, fiind pierduți chiar și pentru tradiția orală. Cercetătorii și etnografii Juliana și Dumitru Dancu, nu au reușit să găsească alți iconari căutând prin rolurile fiscale ale vremurilor, prin vechile registre de stare civilă ale bisericilor, cu toate că cele din urmă menționau în mod uzual și profesiile celor înscriși la rubricile de deces sau căsătorie. Nici chiar octogenarii cu care au comunicat prin anii 70 ai secolului al XX-lea, nu au precizat, decât arareori, filiații, nume, date și locuri. Informațiile următoarei generații au fost foarte vagi, oamenii din Nicula nemaifiind în stare să-și amintească ceva despre moșii și strămoșii lor.

### Meșterii iconari de la Nicula
Meșterii iconari de la Nicula au fost creatori populari din localitatea Nicula, județul Cluj, de cele mai multe ori anonimi, țărănci și țărani care au practicat xilogravura și au pictat icoane pe sticlă și lemn  timp de două sute de ani, începând din secolul al XVII-lea până în secolul al XIX-lea. Celor mai mulți dintre ei nu li s-au păstrat numele din cauză că nu știau să scrie și în mod uzual, ei nu-și semnau lucrările decât în rare cazuri. Dacă au existat inscripții de autentificare acestea s-au pierdut de-a lungul timpului, numele lor pierzându-se, la fel ca și în cazul celor care au creat eposul folcloric.
Juliana Fabrițius-Dancu a menționat, în lucrarea sa Pictura țărănească pe sticlă, 30 de nume de iconari de la Nicula care au figurat în lucrările recente, precum și date pe care le-a cules de pe teren, prenume eliptice sau anii în care au activat sau au trăit, după cum urmează:
- precurariul Ion Moga care a pictat pe sticlă la începutul secolului al XIX-lea, în primele decenii. Cercetătorul Ion Apostol Popescu a amintit de o icoană cu Sfântul Gheorghe care era semnată de Ion Moga și datată în anul 1820;[16][17]

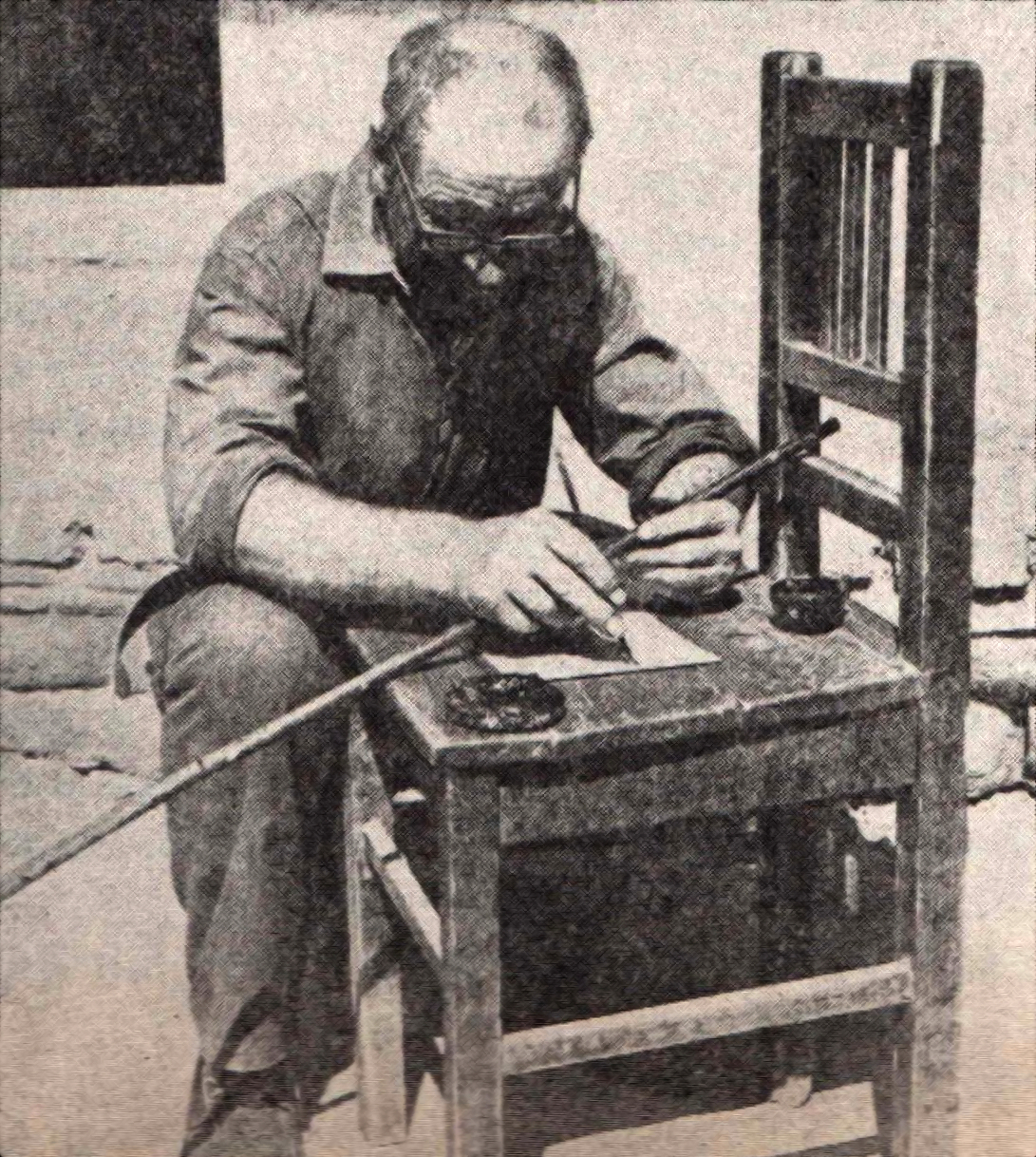
Meșterul iconar Gheorghe Feur de la Nicula, zis Clopotaru - "scriind icoane" în anul 1972

- Ștefan Belindean (sau Belindeanu) (1815 - 1875), care a avut o prodigioasă activitate făcând icoane pe lemn. A existat o inscripție în Biserica din Nicula care spunea „... Aciasta S. Mănăstire s-au renoit și zugrăvit (...) de maestru din Nicula Ștefan Belindean care afară de materialul au zugrăvit gratis în vara anului 1860”. Ca mulți alți țărani din Nicula, Belindean era nemeș (stăpân de pământ/proprietar). Văzând pictura din Biserica din Nicula, Juliana Dancu nu a regăsit calitățile în pictura lui Belindean pe care a amintit-o Ștefan Meteș[18] și pe care a lăudat-o Ion Apostol Popescu.[19][16]
- Gheorghe Belindean, posibil fiul lui Ștefan Belindean, pictor de icoane pe lemn și sticlă. Există un crucifix mare, care este plasat la jumătatea drumului care trece prin satul Nicula, care-i este atribuit și care reflectă o preocupare pe care Gheorghe a avut-o pentru sculptura în lemn policromată. Gheorghe Belindean a pictat o icoană pe lemn a Maicii Domnului pe care a înveșmântat-o în culorile naționale românești;[16]
- Maria Lucăcian, născută în anii 20 ai secolului al XIX-lea. A fost bunica și "profesorul" de pictură al Mariei Chifor (I);[16]
- Ștefan Mircea, născut la începutul secolului al XIX-lea. A fost tatăl Mariei Chifor (I) și diaconul Mănăstirii Nicula;[16]
- Simion Mircea, posibil fratele lui Ștefan, încă mai lucra în jurul anului 1880. Există o icoană semnată de Simion cu anul 1878;[16]
- Maria Chifor (I) (1855 - 1932), a fost una din cele mai faimoase iconărițe pe sticlă din Nicula și din satele învecinate;[16]
- Maria Novac (1886, Răscruci - 1934) a fost căsătorită la Nicula cu Petru Chifor, fiul Mariei Chifor;[16]
- Maria Chifor (II) (d. 1934)[20] a fost o iconăriță talentată. A murit de apoplexie la 48 de ani, așa cum stă menționat în registrul parohiei. Petru Chifor, soțul ei, a fost primar al satului Nicula timp de douăzeci de ani;[21][16]
- Dionisie Juga (Iuga)[17] și Teodor Tecar (Tecariu), meșteri iconari pe sticlă. Au zugrăvit împreună biserici din Bihor între anii 1870 - 1900. Ion Apostol Popescu a afirmat că Juga și Tecar, la fel ca Ștefan Belindean au fost și "arhitecți", posibil constructori de biserici și cioplitori în lemn.[16]
- Tămaș, cel care a părăsit satul Nicula și s-a stabilit la Făgăraș. El a fost tatăl zugravilor de Făgăraș, Petru Tămaș și Ana Tămaș (căsătorită Deji);[16]
- Vasile Tămaș, posibil o rudă a lui Tămaș, a pictat pe sticlă până la sfârșitul secolului al XIX-lea.[22][16]
- Nicolae Tămaș, născut în 1897. Nicolae își vindea icoanele pe sticlă la Nicula doar în zilele în care erau pelerinaje. A vândut icoane la Gherla, la târgul săptămânal organizat lunea, până în anul 1967;[23][16]
- Prodan, mamă, fiică și tată. S-au stabilit în Maierii Albei Iulia după ce ajunseseră la o măestrie oarecare în xilogravură și pictura pe sticlă;[16]
- Ghimbă (Ghimbășan), cel care a plecat în Șcheii Brașovului unde a pictat pe sticlă;[24]
- Ion Chendreșan (1847 - 1907/8) și șoția sa, Marișca Chendreșenița, au lucrat o vreme în atelierul lui Vaida Alexandru, comerciant din Gherla;[24]
- Gheorghe Raț, care s-a născut în prima jumătate a secolului al XIX-lea. După unele surse, el picta încă în jurul anului 1880;[24]
- Anica Pop Măximoaia. A fost indentificată de Ion Apostol Popescu;[25][24]
- Alexandru Fetke (sau Fetkea) care încă picta în primele decenii ale secolului al XX-lea;[24]
- Lisaveta Fetea (sau Fetkea) (? - 1909);[24]
- Alexandru Matok a pictat în perioada 1870 - 1900;[24][17]
- Emil Weiss, Moritz Hackmann, Karol Muller,[17] au pictat în perioada 1870 - 1900. Aceștia erau originari, probabil, din Sandl în anii când producția de icoane de acolo și-a început declinul. Afirmația lui Dancu este susținută de apariția a numeroase șabloane din Sandl, care au fost traduse în limbajul artistic propriu niculenilor;[24]
- Iosif (sau Iosup) Feur a pictat în secolul al XIX-lea;[24]
- Ștefan Feur, fratele lui Iosif, a pictat până în secolul al XX-lea;[24]
- Gheorghe Feur (zis Clopotaru) a lucrat și în anul 1972 la Nicula, atunci când Juliana Dancu făcea documentare în sat, fiind secondat de fiica sa Mariana Feur, care era mai talentată ca tatăl ei. Mariana s-a născut în 1957 și este cunoscută ca ultima iconăriță din Nicula;[24]
- Fain Gherghel, iconar pe sticlă din Gherla, icoanele lui prezintă cu precădere inscripții latine;[24]
- Tudor Banfi, iconar din Gherla, român din Băsești-Sălaj, cel care a venit în secolul al XIX-lea la Gherla să deprindă meșteșugul picturii pe sticlă.[24]

Exceptând două-trei persoane din cele enumerate mai sus, cunoașterea lor nu este legată de vreo operă care să le ateste numele. Zugravii din Nicula nu și-au semnat icoanele și ca urmare, este cu neputință ca cineva să le atribuie vreuna dintre cele care mai există pe undeva, încă într-un număr atât de impresionant și care relevă o nesfârșită diversitate de exprimare, astfel încât nu se poate descoperi nici cel mai mic indiciu care să sugereze cercetătorilor felul în care au pictat.

### Tehnică și materiale folosite
Juliana și Dumitru Dancu au aflat câte ceva despre materialele pe care le foloseau meșterii iconari și informații privitoare la tehnica pe care o practicau de la fiul Mariei Chifor (născută Mircea), Gheorghe Chifor născut la 12 aprilie 1900. Astfel, Gheorghe Chifor a spus că Maria Chifor a învățat meșteșugul de la bunica ei, Maria Lucăcian. Mama Mariei Chifor nu a lucrat icoane, meșteșugul icoanelor  trecând peste o generație.
Gheorghe Chifor făcea condeie pentru mama lui, prindea o pisică și-i tăia păr de pe spate, capătul smocului prins într-un bețișor din lemn de brad crăpat la un capăt și strâns legat cu sfoară, îl băga într-un cotor de pană de gâscă. Condeiele pe care le făcea erau de trei feluri. Cele mai fine erau folosite pentru desenul ăl dintâi, cele mai groase pentru a face urme de flori și cele și mai groase pentru umplut ornamentele florale. Vopselele (văxelele) erau cumpărate de la magazin (boltă) sub formă unor bulgărași sau făină. Acestea erau frecate pe piatra de făcut feșteală (piatră de râu) cu lufărul. Se adăugau firnis, ulei de vopsea de in și sicativ la două sau trei linguri de praf. Amestecul astfel obținut, se aduna mereu cu un cuțit cioplit de lemn și se amesteca din nou grămăjoara obținută, până când se forma o pastă fină. În final se punea totul într-o strachină de pământ.

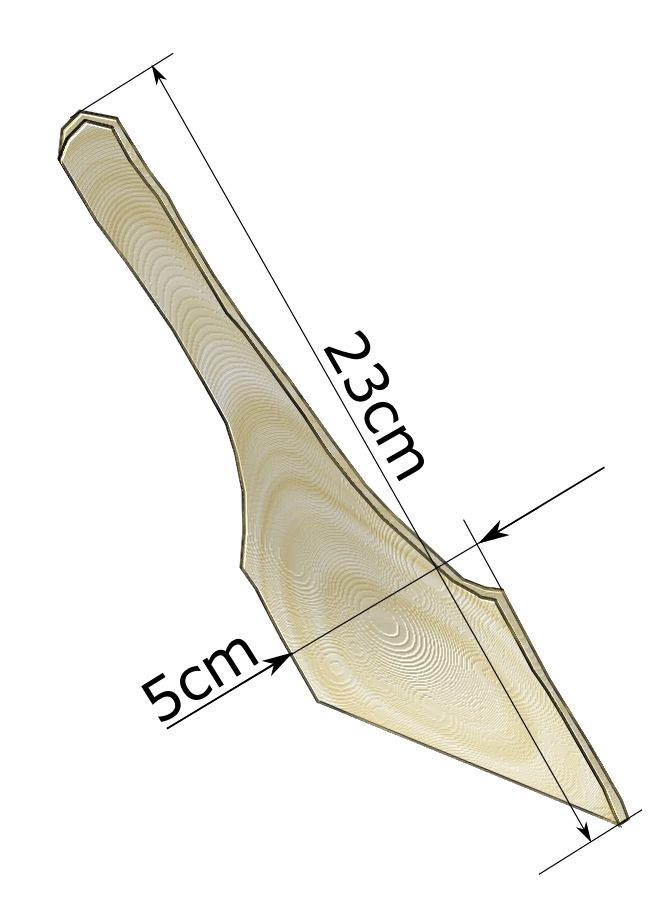
Cuțit din lemn de brad, de strâns vopseaua (feșteala) pe lespedea de frecat

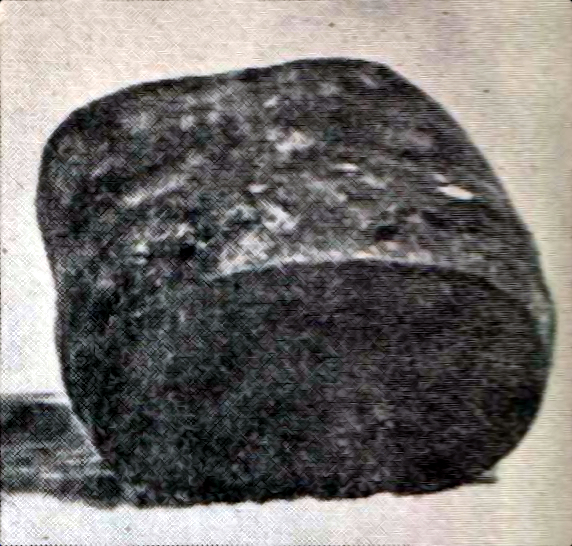
Lufărul - piatra de frecat feșteala (vopseaua) care s-a păstrat în casa Mariei Fetkea, nepoata Mariei Chifor II

Ciobanul Petre Feur a povestit cum tătăl lui amesteca culoarea (feșteala) din praful de vopsea cu firnis și clei de oase folosit la tâmplărie. Cleiul era topit într-o strachină (șaică) de pământ. Icoanele se scriau după model (izvod), după o hârtie mai groasă, cu roșu și negru. Desenul era pus inversat, hârtia nefiind transparentă și fără a fi unsă cu petrol. Pe vremea când lucra Maria Chifor, izvoadele erau făcute la Gherla de către o persoană care nu știa să picteze, dar știa să deseneze. Cel mai probabil, desenatorul le copia după alte stampe sau alte lucrări mai vechi. Izvoadele pe care le-au găsit cercetătorii Dancu în icoana de la Hășdate, datată în anul 1871, erau unele dintre acestea. Maria Chifor i-a spus istoricului Ion Mușlea că „... Florile le făceam din cap, nu numai după izvod”.
Gheorghe Chifor a moștenit de la mama lui circa 300 de izvoade, mici și mari, pe care le-a pierdut în 1955 când și-a modernizat casa. După propriile lui declarații, el le-a dus în grădină unde, din cauza ploilor, s-au deteriorat irecuperabil. Istoricii Dancu au afirmat că astfel de distrugeri voluntare sau întâmplătoare le-au fost povestite și de familia Poienaru din Laz.
Ca mai toți meșterii iconari de la Nicula, Maria Chifor a fost analfabetă. Dar, ea desena (scria) izvodul la zece icoane într-o zi. Lua culoarea neagră și desena contururile. Vopseaua neagră o obținea preparând o făină din brad sau tei carbonizat. Alți iconari, așa cum a fost Tămaș, desenau contururile feței și ale mâinilor cu roșu. După ce desenul se usca, pictau prima oară cu alb, apoi trandafirii (rujele) cu roșu ș.a.m.d., în fiecare zi puneau o altă culoare pe toate icoanele ce erau pregătite pentru lucru.
Maria Chifor nu a lucrat niciodată cu foiță de aur, ci cu bronz. Gavriș Tămaș, soțul ei, și Gheorghe, fiul, făceau ramele din lemn. Aceștia cumpărau baghetele de lemn (leațurile) din Gherla, le crăpau în două și le trăgeau cu rindeaua. Pentru ca ramele să aibă o mai mare stabilitate, ele se încheiau cu pene de colț. În vremurile mai vechi, pentru spatele icoanelor mici (dosarul/ capacul) foloseau coaja de cireș, iar în cele mai noi, capacul a fost înlocuit cu plăci din brad. Capacele se fixau doar după ce rama era împodobită. Prima oară se dădea cu baiț. Peste el se trăgea cu ajutorul unui burete sau pieptene de lemn sau talpă. Se obținea în acest mod niște linii ondulate care imitau fibra de lemn. Multe rame erau doar băițuite. În acele vremuri, toată lumea cumpăra ramele de la Gheorghe Chifor.
Tematicile cele mai des folosite erau: Isus, Maica Domnului, Răstignirea, sfinții protectori și Adam și Eva. În gospodăria lui Gheorghe Chifor s-a păstrat, poate, cel din urmă coș de icoane. El era lucrat din scândură de brad, asemănător cu coșul geamgiilor din secolul al XX-lea. Icoanele se stivuiau față în față și erau strânse cu funii din fuior trecute prin găurile coșului.

### Elemente de compoziție

#### Desenul
Desenul este unul din elementele de compoziție a unei opere prin care se poate identifica autorul lucrării. În cazul icoanelor, desenarea motivului pe sticlă, prin repetiție, uneori de sute de mii de ori, se filtrează căpătând unele caractere personale ale artistului popular. La unii autori anonimi, ritmul liniilor descrie o curgere a motivului suplă, unduioasă, iar la alții capătă rigiditatea unor rețele geometrice. Direcția faldurilor, că este dreaptă sau verticală, nu are nimic din căderea molatecă a țesăturilor, făcând în acest mod ca personajele să aibă o prestanță hieratică cu o grandoare maiestuoasă, păstrând în ele un ecou foarte îndepărtat al ținutelor vestimentare ale curții bizantine. Această situație se întâlnește cu precădere în icoanele al căror motiv îi reprezintă pe Sfinții Constantin și Elena.

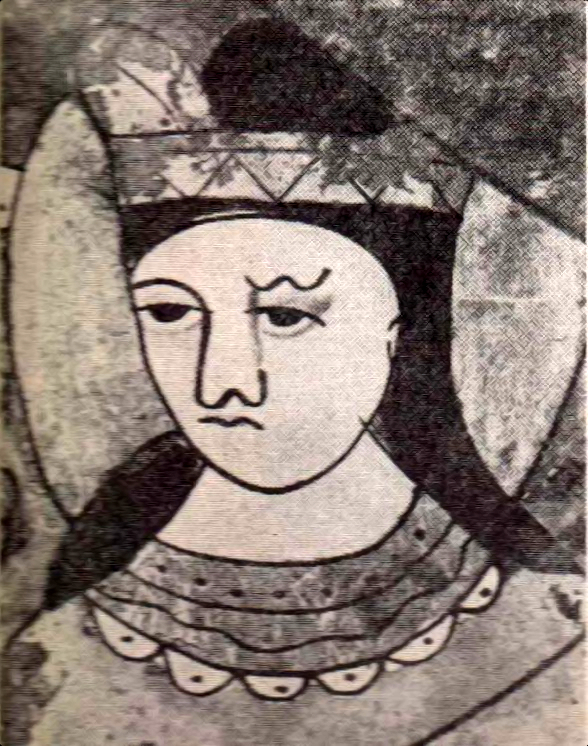
Capul Sfintei Paraschiva - un maximum de expresivitate obținut cu minimum de linii

Pe unii zugravi din Nicula îi caracterizează o tendință către simetrie. Asta nu se întâmplă doar la compozițiile care au o axă centrală, așa cum sunt Isus pe cruce, care are în stânga și la dreapta lui pe Maria și pe apostolul Ioan, sau Sfinții Constantin și Elena, la Mihail și Gavril și la Petru și Pavel, ci și la cele unde tratarea drapajelor ample și a anatomiei este specifică. Formele anatomice au devenit ornamente simetrice, ca de exemplu coastele de pe trupul gol al lui Isus sau ale lui Adam și Eva. Se știe că simetria este unul din principiile care stau la baza artei populare de oriunde. O altă lege nescrisă a artei populare este ornamentalizarea desenului, care apare adesea în pictura icoanelor de la Nicula. Fondul și chenarul, ca și decorul floral al fundalului, dar și înfățișarea personajelor, sunt supuse acestei legi. Tendința aceasta, este dusă la extrem în manuscrisele medievale irlandeze, în care chiar și sfinții sunt compuși din împletituri de benzi și se integrează ca un tot unitar subordonat compoziției decorative. Desigur că modelele irlandeze nu se regăsesc în mod direct în icoanele niculene, dar ornamentalizarea desenului este o opțiune care este frapantă în imaginea Mariei care imită cumva statuia Mariei de la Zell. La fel este și în icoana cu apostolii Petru și Pavel susținând un chivot, un simbol al bisericii, pictată probabil de mâna aceluiași iconar.
Personajele înfățișate în icoanele de la Nicula, deși sunt recognoscibile, fac parte integrantă din compoziția de tip decorativist. O caracteristică care individualizează motivul icoanelor niculene este, stereotipia elementelor decorative străine de tematica religioasă. Repetarea la nesfârșit a acelorași tematici, particularitățile constituindu-se ca notă personală a fiecărui iconar, s-a subordonat unității de concepție artistică, de viziune, care este specifică producției de masă a meșterilor din Nicula. Iconarii au fost constrânși de repetarea modelelor comune, care au fost un punct de start al picturii pe sticlă de aici, dar și de un format al icoanelor de mici dimensiuni. Înscrise într-un spațiu îngust și într-un format al cadrelor pe înalt, compoziția icoanelor de acest tip a fost respectată unanim până la mijlocul secolului al XIX-lea. Totul a devenit un fel de standard, al cărui neajuns era limitarea numărului de personaje care puteau fi înfățișate. În compozițiile cu un număr mare de figuri, așa cum este Cina cea de taină, în viziunea iconarilor de la Nicula, participă numai trei sau cinci apostoli din cei doisprezece indicați de tradiția bizantină. Desigur că se cunosc și câteva icoane vechi în care apostolii ce nu au putut fi reprezentați din cauza formatului mic, sunt sugerați ca stând în spatele celor din prim-plan, aureolele lor fiind îmbinate pe fundal ca solzii de pește. Acest procedeu este unul care a fost folosit în mod curent în pictura bizantină și este prezent inclusiv în pictura exterioară a mănăstirilor din Bucovina, unde se sugerează mulțimea.
„... Iconarii reușesc să ne transmită nemijlocit calitățile sufletești ale țăranului ardelean, dintr-o anumită epocă istorică: puritatea și limpezimea gîndirii înclinată spre abstractizare, sinceritatea și simplitatea inimii, evlavie, blindețe, duioșie, un puternic elan vital, manifestat în coloritul viguros, adumbrit uneori de norul unei tristeți, exprimată prin grafia chipurilor. Nici unul dintre iconarii niculeni nu era pictor cu școală, nici unul nu avea cunoștințe de anatomie, dar disproporțiile existente în multe din icoanele lor nu se cuvin atribuite exdusiv «neștiinței».|
----- Juliana Fabritius-Dancu, Dumitru Dancu - Pictura țărănească pe sticlă, Editura Meridiane, București, 1975, pag. 57
Elementele care formează compoziția ocupă în economia spațiului un rol mai mare sau mai mic, coroborat cu semnificațiile lor simbolice. Adesea se constată o disproporție între mâinile prea mici și capetele prea mari. Chipul are cea mai mare importanță, deoarece el comunică un cumul de informații despre personajul înfățișat, cum ar fi vârsta, sexul și starea psihică. Toate acestea au fost exprimate folosind un minimum de mijloace. Câteva linii sunt de obicei elementul comunicativ principal. Mâinile sunt de obicei cele mai mici pentru că ele transmit cele mai puține informații. În cazul unor sfinți militari, așa cum este Sfântul Gheorghe, există o disproporție dintre micimea calului și mărimea călărețului. Acest lucru s-a făcut în mod voit pentru a da accentul pe personaj și nu pe ansamblul compozițional. Faima Sfântului Gheorghe trebuia să ducă la reprezentarea unui balaur gigantic, care să dea măsura credinței eroului. Cum însă, icoana are dimensiuni reduse, spațiul nu a permis înfățișarea forțelor răului și ca atare, balaurul apare inofensiv, chiar neînsemnat. El nu justifică nicicum elanul și forța cu care este înfățișat eroul.
Privitor la elementele arhitectonice, se poate vedea în icoanele de la Nicula, că acestora li s-a rezervat un spațiu redus, dar suficient pentru localizarea episodului desenat. În realitatea înconjurătoare, arhitectura este în raport de dominare ci peisajul și acțiunea personajelor și-ar pierde importanța compozițională. În desenele meșterilor niculeni, arhitectura este liliputană, chiar un castel care apare figurat într-o icoană, este foarte mic în raport cu personajele. Cei care au compus desenul, au dorit doar ca povestea să fie înțeleasă de oricine. În mod general, arhitectura apare foarte rar în operele iconarilor anonimi de la Nicula. O excepție este scena Răstignirii lui Isus de sorginte occidentală, unde se vede un crucifix care se înalță singur peste o cetate sau niște turnuri, care în închipuirea autorilor ar putea fi poalele Golgotei.

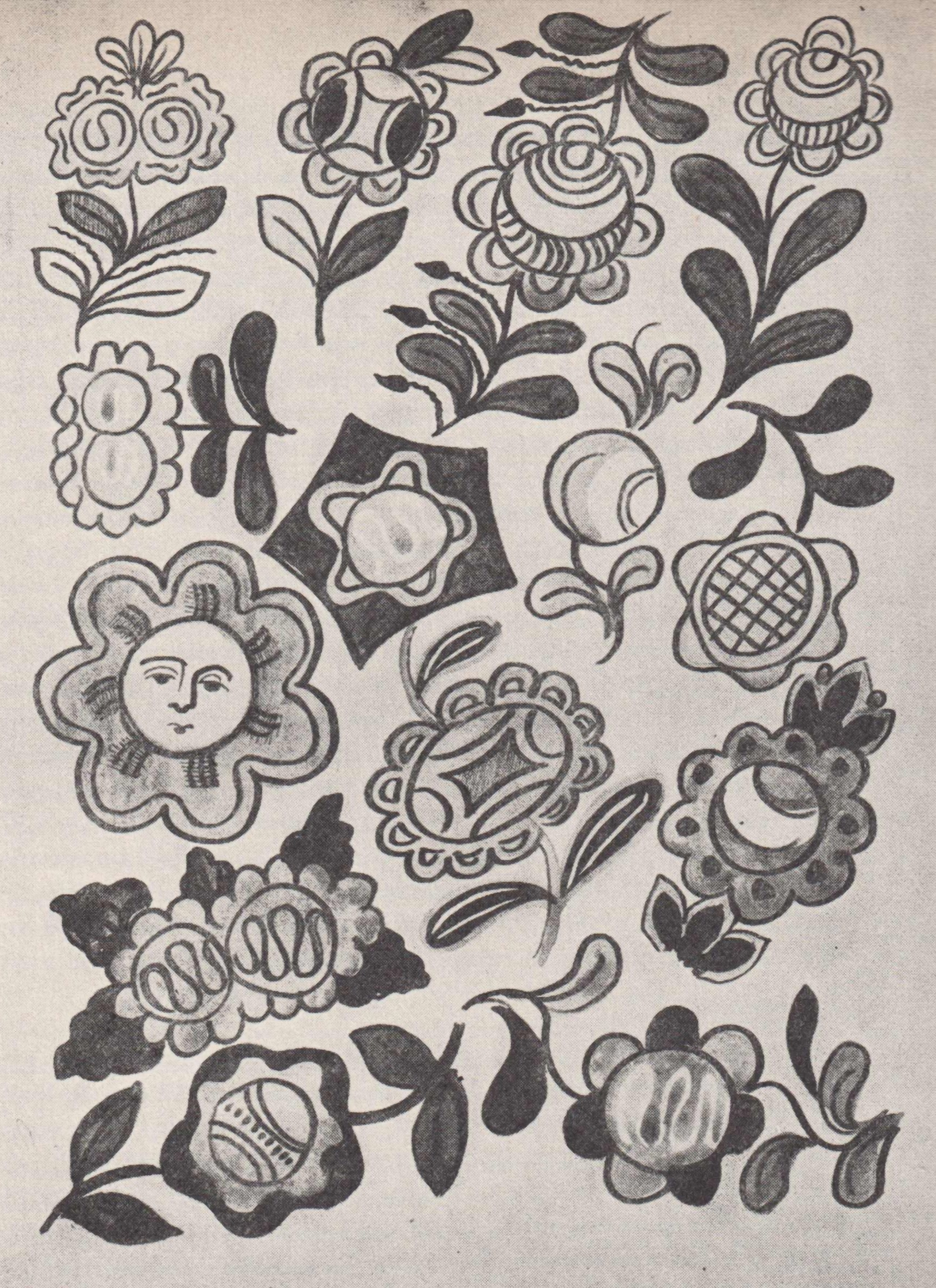
Moduri de a face trandafirii (rujele) în pictura meșterilor de la Nicula, în a doua jumătate a secolului al XIX-lea.

Critica de artă a atribuit deseori o mulțime de aspirații și tendințe de care acești meșteri modești, dar geniali creatori de artă populară, erau cu totul străini. Trăsătura definitorie și comună a tuturor icoanelor de la Nicula este caracterizată de o maximă simplificare a formelor și o limitare a desenului prin linii esențiale care sugerează trăsăturile indispensabile subiectului înfățișat. Unii cercetători ai fenomenului niculean au afirmat că această simplificare a formelor ar fi fost una deliberată, iconarii fiind dornici de a găsi unele modalități noi de exprimare. Însă, etnografii Dancu au considerat că simplificarea ar fi fost adoptată doar pentru scopul scurtării timpului de execuție al icoanelor.  Faptul a fost confirmat de interogările pe care soții Dancu le-au făcut printre niculeni în deceniul al șaptelea al secolului al XX-lea.
Se știe că în arta populară, anumite imagini, care au devenit reprezentări simbolice cu valoare de cod, au fost cunoscute de toți membrii colectivității unde au circulat. Imaginile, prin repetarea lor nesfârșită, s-au abreviat continuu, s-au șlefuit, până când au devenit o esență, un simplu semn plastic binecunoscut de către toți. În momentul în care iconarii s-au văzut în situația să redea o narațiune ale cărei elemente făceau parte din natură, ce nu s-au integrat într-un alfabet morfologic integrat în gândirea lor plastică țărănească, ei au desenat aidoma copiilor când vor să înfățișeze lumea ce-i înconjoară. Adică nu așa cum se vede, cu racursiuri și perspectivă, ci printr-o adăugare a elementelor caracteristice, definitorii și structurale ce sunt necesare recunoașterii obiectelor figurate. Astfel, s-au ilustrat noțiunile despre care se știe cum arată. Casa a devenit un cub sau dreptunghi. Casei i se adaugă o fereastră în formă de cruce, acoperișul este un triunghi sau un trapez, țigla de pe casă are forma unor solzi de pește. Nu contează dacă acea casă pe care au desenat-o corespunde uneia pe care au vrut s-o figureze. Ei au indicat elementele necesare pentru ca desenul să fie recunoscut ca fiind o casă.

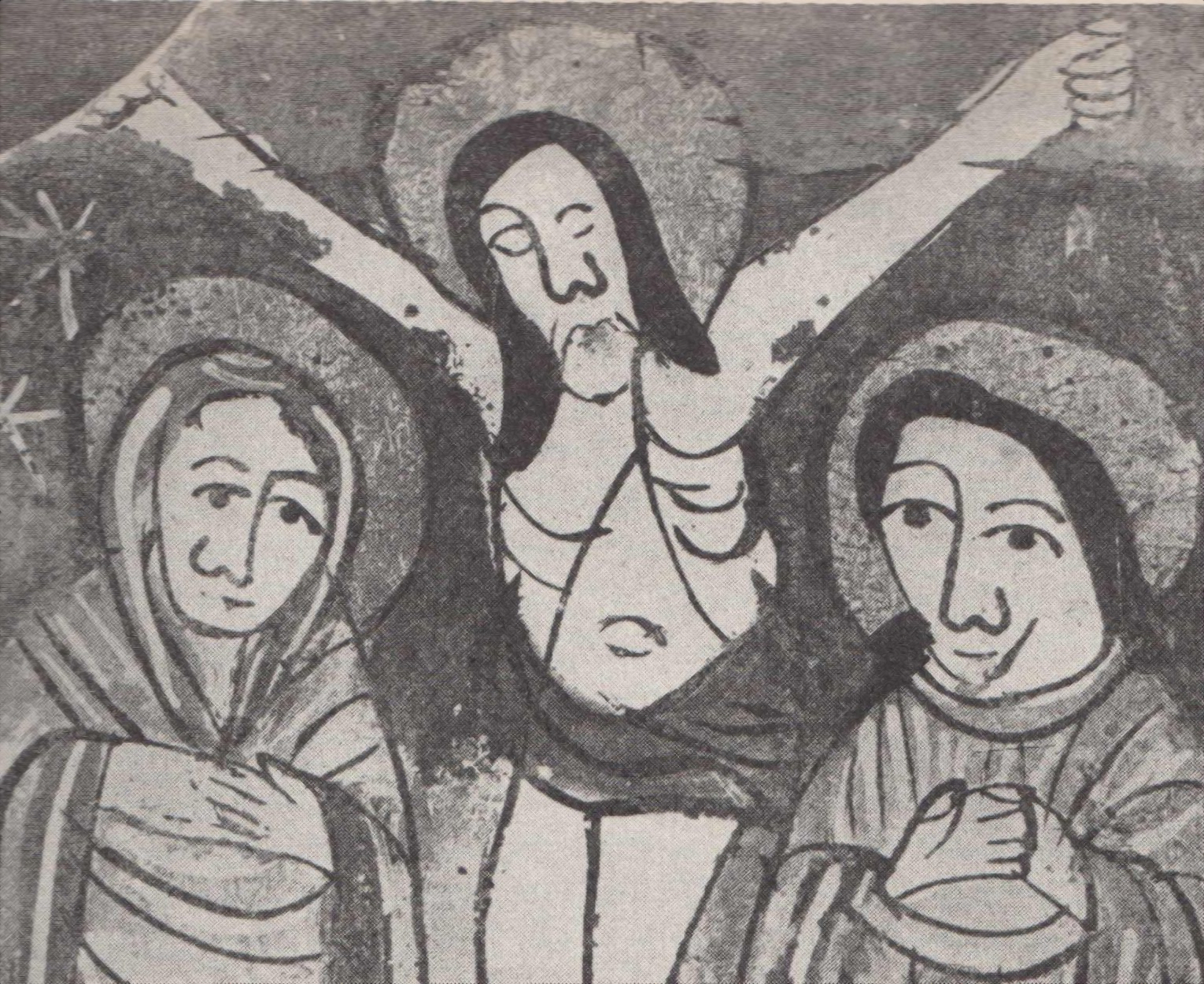
Stângăcia „... ridicată la rang de noimă”... (Lucian Blaga)

Foarte frumoase sunt icoanele care redau peisaje, scene sau arhitecturi pe care iconarii nu le-au văzut niciodată, ci au luat cunoștință de ele din textele biblice. Fiecare a apelat la propriile fantezii pentru a le picta. Există un exemplu în pictura universală a gravorului francez Jacques Callot care a pictat după descrierile povestite de călugărul franciscan Bernardino Galliopoli din propria lui imaginație. Astfel Callot a gravat edificiile din Bethleem și Ierusalim care nu aveau nicio apropiere cu cele existente în mod real în Palestina.
Florile din pictura pe sticlă de la Nicula, fac parte din elementele cele mai bine stilizate. ele sunt mult mai simplificate ca arhitectura, asta datorită faptului că sunt cele mai vechi elemente și reprezentarea lor a fost deja cristalizată. Corpul și chipul personajelor au fost reduse la esențial și costumele sunt desenate pueril.
Există în comentariile critice ale istoricilor de artă care au comentat pictura de la Nicula, o așa numită stângăcie care a fost reproșată icoanelor realizate aici. Această stângăcie nu există în realitate, deoarece meșterii iconari își cunoșteau meșteșugul și stîngăcia nu-și avea locul în repetarea de nenumărate ori a acelorași motive. Stângăcia reproșată își are obârșia în concepția picturii de tip academist și tocmai esențializarea formelor apare unui ochi neavizat ca ceva greșit. Însă, simplificarea, abreviațiile și anumite scăpări ce apar într-o execuție rapidă a lucrării, tocmai ele fac atractivă această pictură care a ajuns pe parcursul timpului la un maximum de expresivitate, la o inegalabilă putere de sugestie, valorizată prin renunțarea la orice detaliu nesemnificativ.

#### Culoarea
Desenului succint și lapidar al icoanelor de la Nicula îi corespunde un colorit stenic și grav. iconarii au folosit până la mijlocul secolului al XIX-lea doar opt culori de bază - ocru, brun, verde-măsliniu, roșu cărămiziu, aur, albastru-gri și alb și negru. Toți meșterii au pictat în tonuri pure și tentă plată, saturate și prețioase, asta datorită calității pigmentului folosit. S-a constatat că ei nu foloseau amestecuri de tonuri, fără a valoriza tonul prin degradeuri, ci cel mult prin dublarea liniilor alegând o nuanță mai închisă sau chiar dând cu alb.
Culorile acelea vechi pe care le preparau, erau așternute pe sticlă, dar din cauza preparării uneori defectuoasă, rezulta o concentrare mai mare, pe alocuri, a pigmentului. Asta din cauza soluției insuficient omogenizate, fapt pentru care a rezultat o valorizare uneori a tonului și sensul obținerii unei intensități diferite. Există de asemenea în cromatica de la Nicula, unele variații de ton - de la cărămiziu la un roz palid și șters, care a apărut datorită diferențelor dintre pigmenții pe care îi foloseau, dar și datorită îmbătrânirii lor în timp.
Dramatismul reflectat de icoanele niculene au drept cauză nu numai simplificarea desenului, ci mai ales datorită coloritului. Paleta definitorie întrunește doar tonurile sobre, ce au forță de expresie aproape egală. Toate acestea au fost amornizate într-un mod savant de creatorul popular cu un instinct cromatic înnăscut. Comună tuturor icoanelor vechi de la Nicula este dominanta acordului de roșu-alb-negru, dominantă care pune în evidență elementele principale de compoziție - personajele. Astfel, roșul a fost folosit pentru veșminte, amintind de hlamidele de origine bizantină. Albul a fost destinat chipului și mâinilor, elemente sugestive care induc gestica și mișcarea, fapt care concentrează privirea spre centrul compoziției. Negrul conturează fețele personajelor care curg lin pe umeri, el având rol de contrast. Verdele-oliv denumit pe atunci turchizul, a fost folosit pe post de accent, fiind repartizat pe suprafețe mici. Albastrul l-au folosit în nuanțe de bleu/gri sau albastru de Prusia. El are rol de fundal, creând oarecum perspectiva / profumzimea. Albastrul are rolul de a proiecta în prim-plan roșul cald al personajelor și albul chipurilor. La lucrările mai noi, din a doua jumătate a secolului al XIX-lea, așa cum este motivul lui Adam și Eva, a fost proiectat pe un cerulem strălucitor.
Cel mai adesea, fundalul rămâne liber, fără elemente decorative. Lui i s-a rezervat de obicei suprafețe mari și liniștite, pictate cu o culoare închisă. Astfel, s-a permis ca figurile din prim-plan să reflecte o trăire mai intensă, mai dramatică decât pe fondurile umplute cu chenare și vegetație. În mod instinctual, meșterii iconari au folosit știința perspectivei cromatice. Atât fondul cu foiță de aur, sau ocru (o imitație a aurului), aplicată pe un albastru închis, sunt caracteristici proprii marii picturi de tip bizantin, care nu erau cunoscute picturii central-europene. Ultima, folosea același efect de evidențiere, dar cu negru de fum, de acolo venind denumirea de Russbild.
Cu siguranță că meșterii niculeni nu au văzut celebrele mozaicuri bizantine în care predomină fondul de aur. Însă, ei au văzut icoanele bisericești care au fost pictate pe lemn, derivate din pictura bizantină. Istoricii Dancu au considerat că icoanele vechi de la Nicula, sunt cea mai valoroasă pictură pe sticlă sub raport artistic, pentru că un pictor din modernitate, care cunoaște știința valențelor coloristice, nu ar avea nimic de schimbat în judicioasa compoziție cromatică a acestor lucrări. Tot ei au considerat că unele compoziții de la Nicula pot fi alăturate unor capodopere de artă modernă, de Henri Matisse sau Pablo Picasso. Ele fac față celor mai ridicate exigențe ale unei înalte gândiri plastice. Icoanele de la Nicula sunt cea mai autentică expresie al eposului folcloric al simțirii românești.

#### Chenarul
Icoanele vechi de la Nicula, cu scene și portrete, au de obicei pe cele trei laturi o încadratură cu un chenar. O bandă cu o culoare contrastantă prin comparație cu tonul fundalului, dar tot estompată, asta pentru a nu concura scena principală cu privire la luminozitate. Pe  bandă este figurat cu negru sau alb, în funcție de nuanța fondului, un motiv ce imită într-un mod evident o frânghie. Se știe că motivul frânghiei este foarte des întâlnit în arhitectura maramureșană și în general pe aproape tot teritoriul Transilvaniei de Nord.

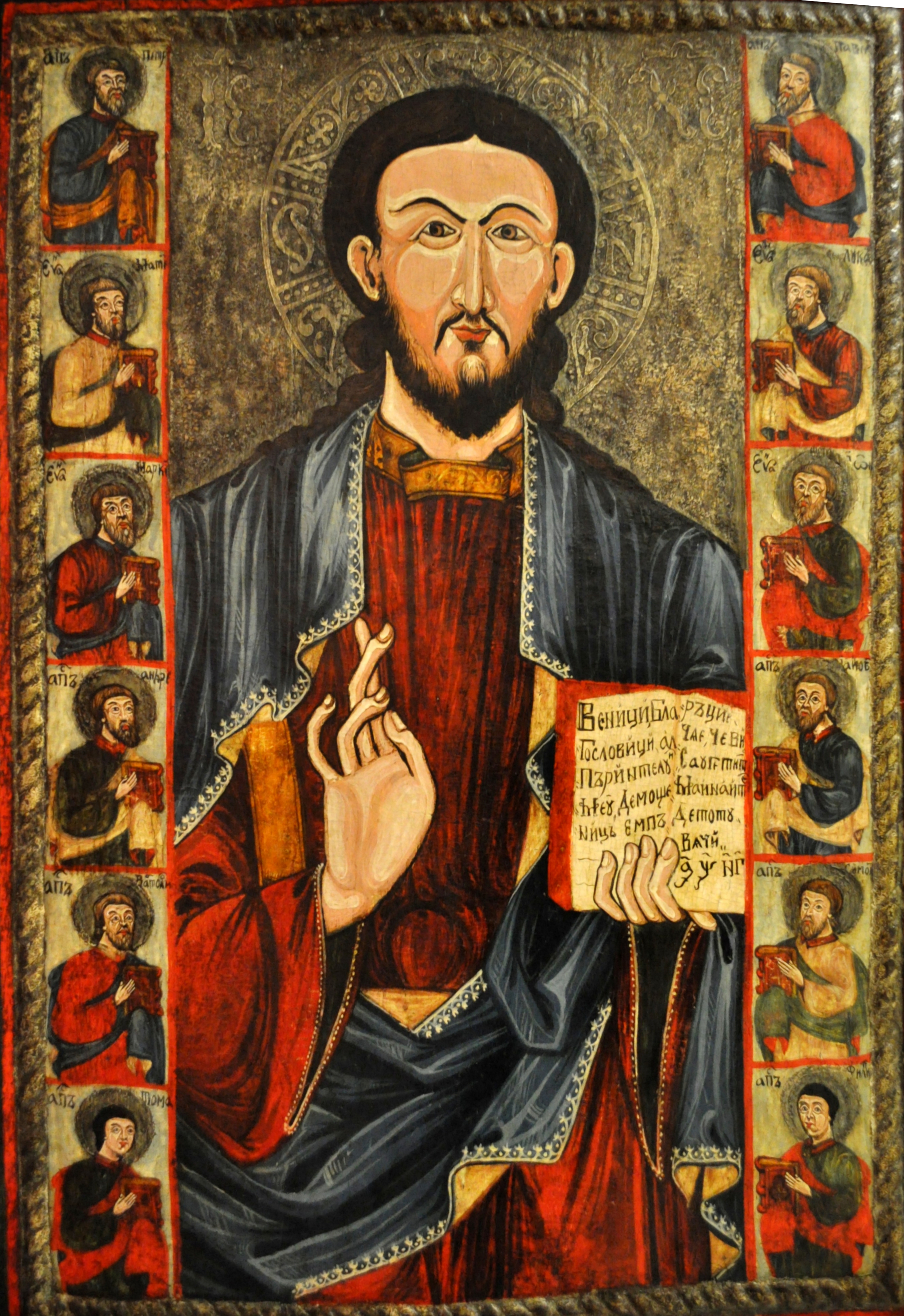
Torsadă la icoana Mântuitorul... de la Sânpaul (1753)
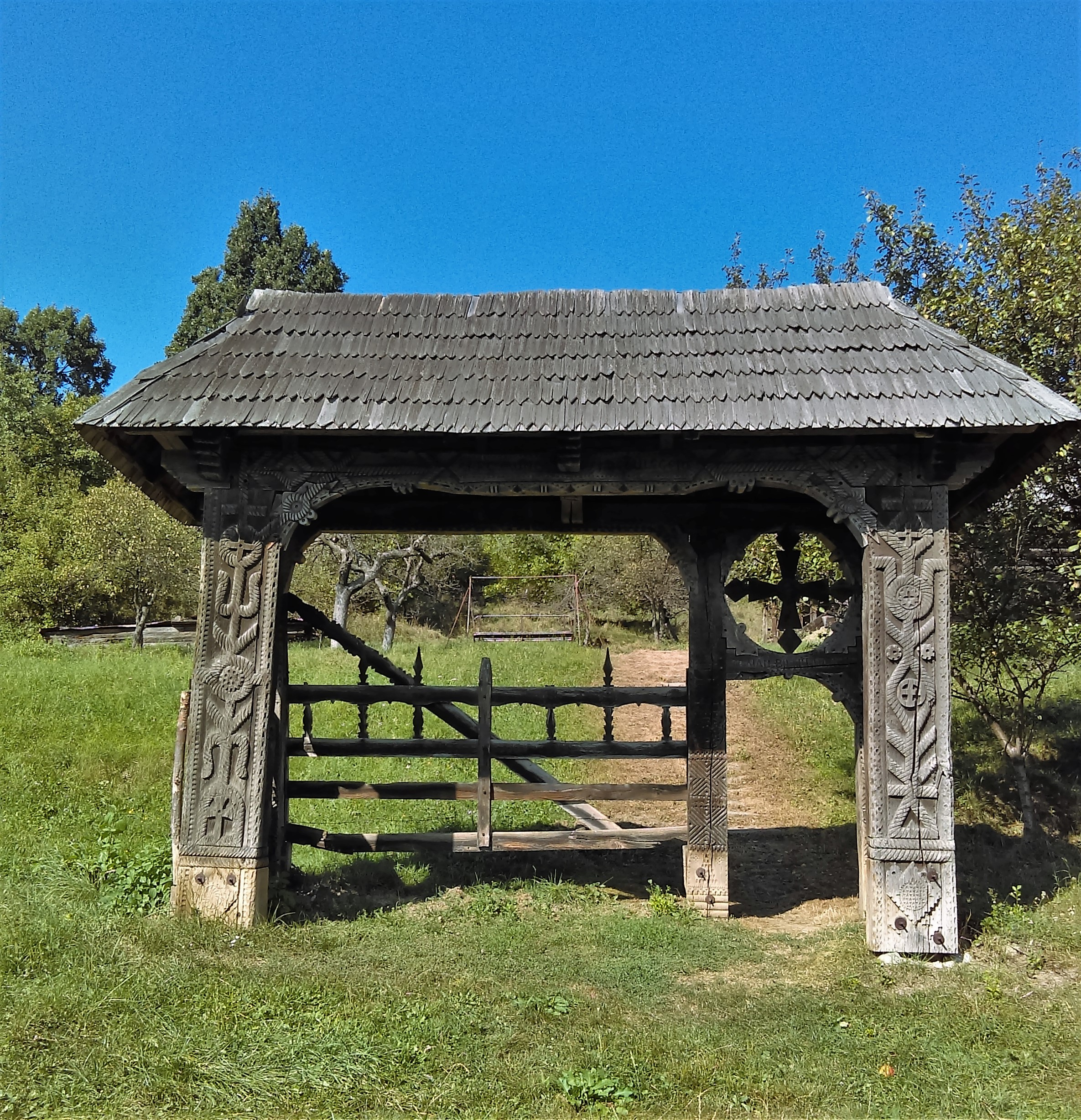
Torsadă la o Poartă maramureşeană din Sighetu Marmației
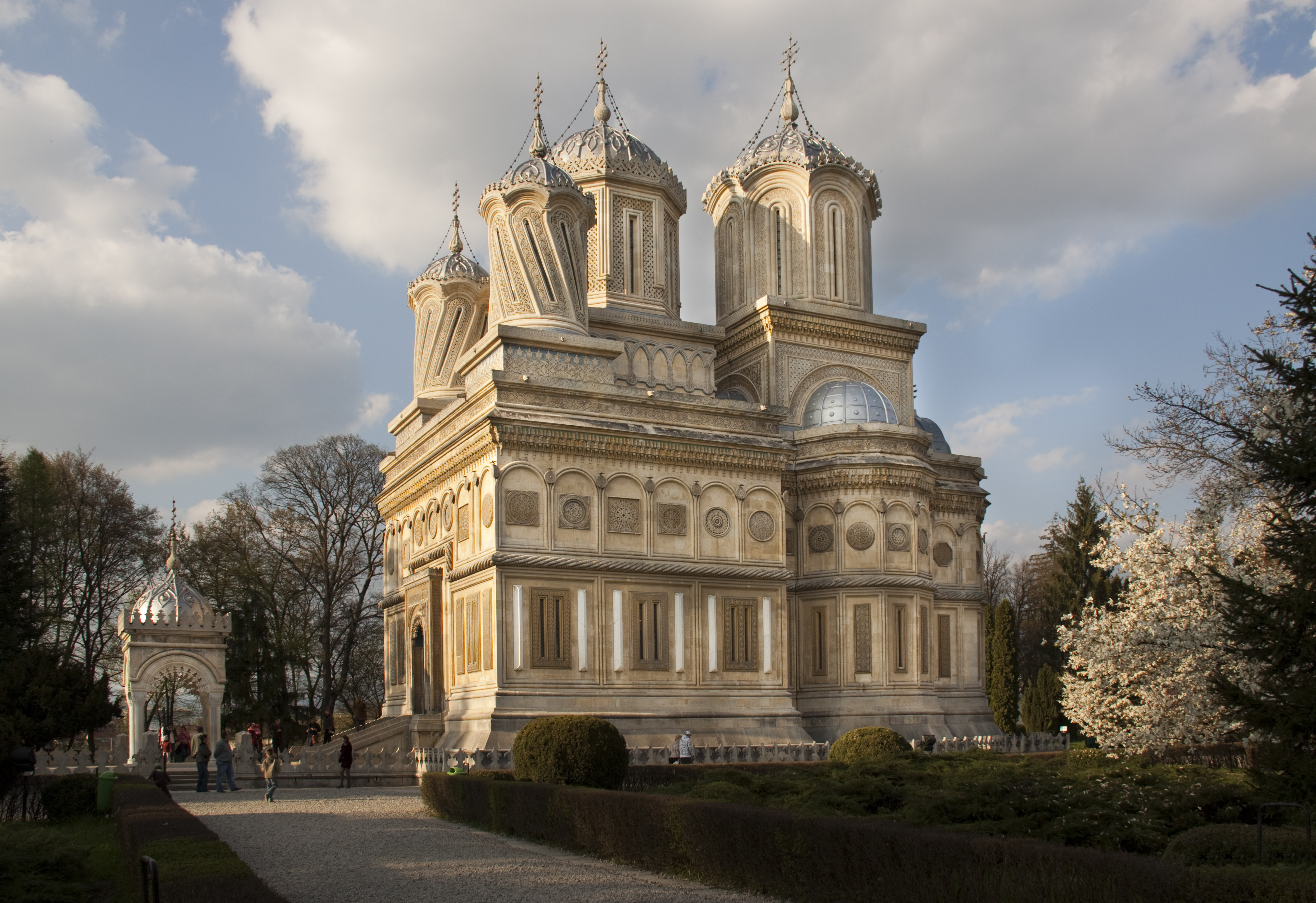
Torsadă la Mănăstirea Curtea de Argeș
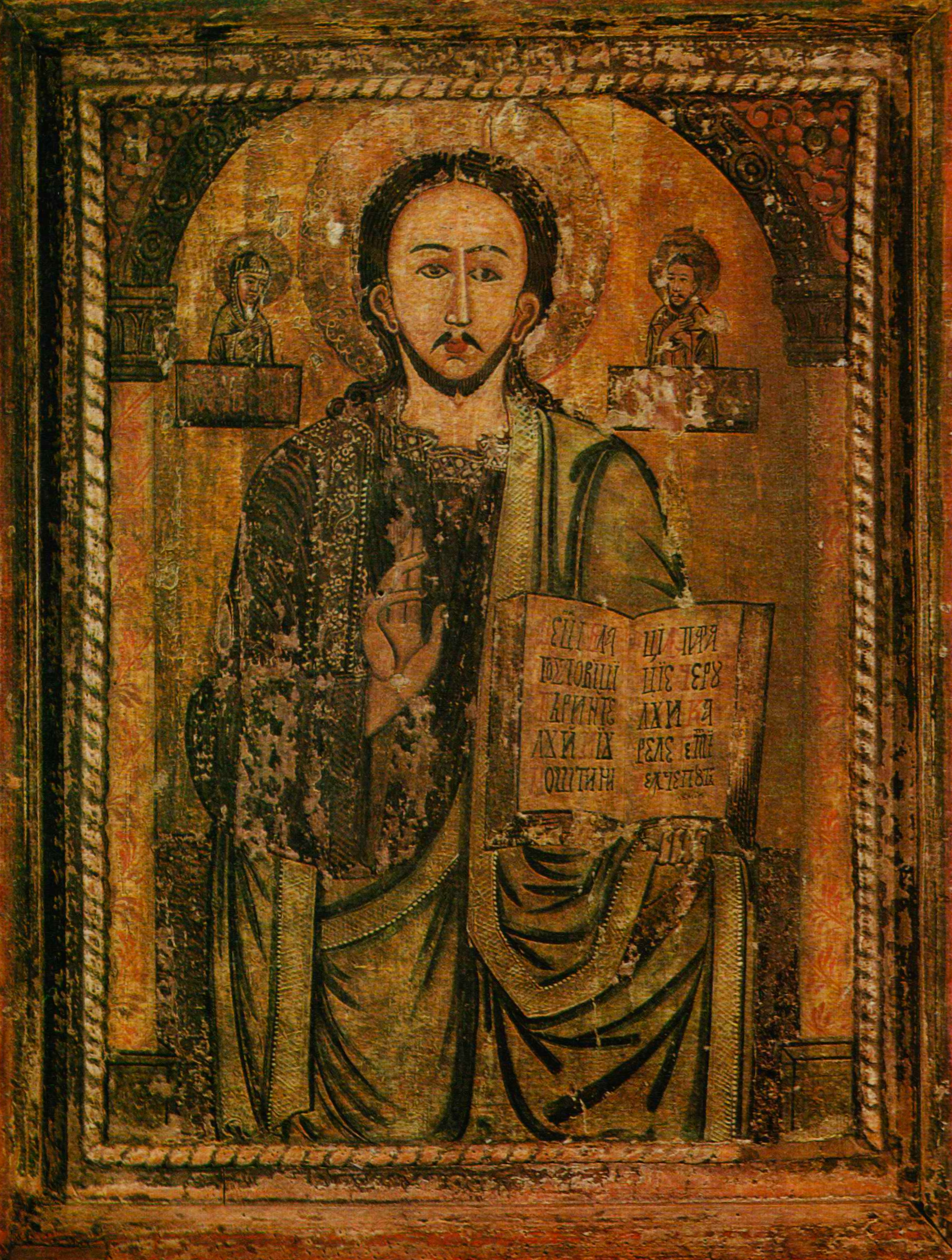
Torsadă la icoana Deisis de la Fodora (sec. XVIII)

Semnificația simbolică a motivului funiei răsucite, sugerează prin repetarea torsadei la nesfârșit, infinitul, eternitatea. Există probabilitatea ca motivul de frânghie să fi fost preluat de meșterii icoanelor pe sticlă din Nicula de la icoanele pictate pe lemn din Maramureș. În acest sens este de precizat că la Biserica de lemn din Sânpaul, județul Cluj de astăzi, există o icoană pe lemn cu tema Mântuitorul încadrat de apostoli care este datată în anul 1753. Similar este una Deisis de secolul al XVIII-lea la Biserica de lemn din Fodora din același județ. Specialiștii etnografi au opinat că, dacă motivul funiei ar fi avut doar un simplu rol ornamental, chenarul nu ar fi fost atât de mult folosit în cazul icoanelor niculene. Cercetătorii Dancu au asociat chenarul, în schimb, cu ideea încercuirii zonei sacre din icoană. Ei au sugerat asta, pentru că și în cazul frânghiei sculptate din Maramureș, ea joacă același rol pe porțile de lemn sculptat. Același rol, frânghia îl joacă și în cazul brâurilor care încercuiesc zidul exterior la cvasimajoritatea bisericilor de rit ortodox. Este acel brâu care apare în arhitectura pe lemn sau piatră și este constituit dintr-o funie, o torsadă (vezi Fig. 1 de mai jos).

### Tematica icoanelor pe sticlă de la Nicula
Istoricii Dancu au analizat colecția bisericii în anul 1972, cu un an înainte ca această să fie distrusă de un mare incendiu. Acolo existau circa 200 de icoane pe care le-a strâns de-a lungul timpului călugărul Ioan Mureșanu. Originea lor era din prin satele din Maramureș, din Bistrița-Năsăud și Sălaj. Se știe că maeștrii iconari de la Nicula își vindeau de obicei lucrările prin aceste zone. Rezultatul analizei a fost folosit pentru stabilirea frecvenței tematicii icoanelor noi, adică a celor pictate în secolul al XX-lea și începutul lui.
Probabil că datorită mănăstirilor de la Nicula și de la Gherla și a influențelor pe care le-au exercitat călugării care-și duceau traiul acolo, totul coroborat cu climatul religios care a emanat din pelerinajele care au apărut ca urmare a lăcrimării Icoanei de la Nicula, tematica folosită în pictura pe sticlă s-a axat în principal pe imaginea Maicii Domnului (a Mariei), pe portretele sfinților protectori, pe ciclul cristologic. Din scenele vechiului testament s-a folosit doar reprezentarea lui Adam și a Evei.

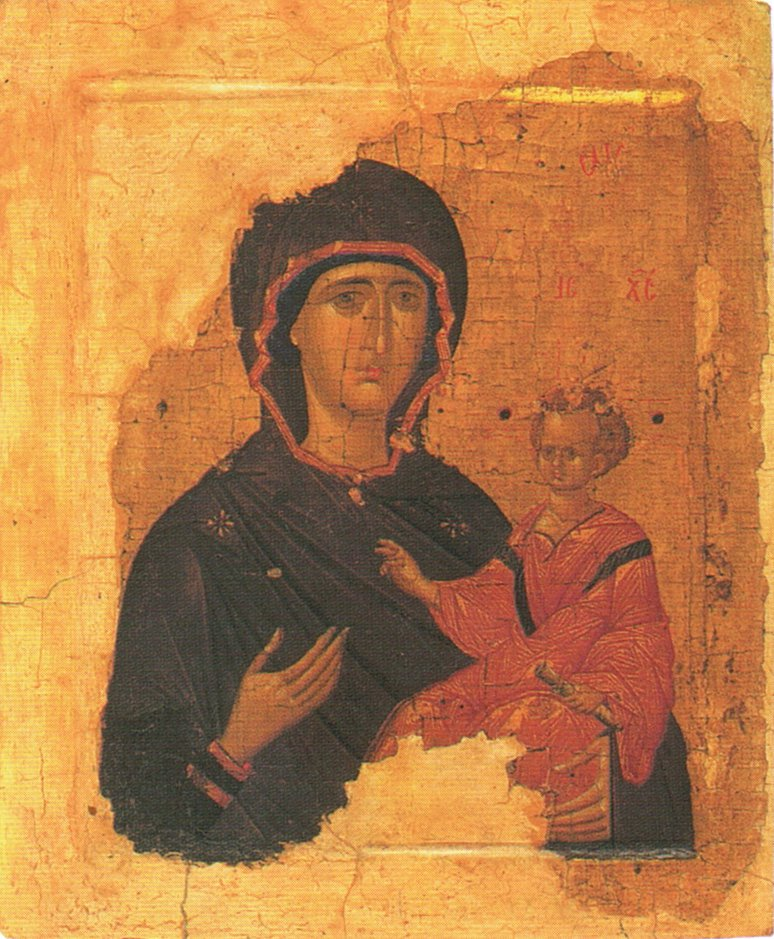
Icoana bizantină tip Hodighitria - începutul secolului al XV-lea

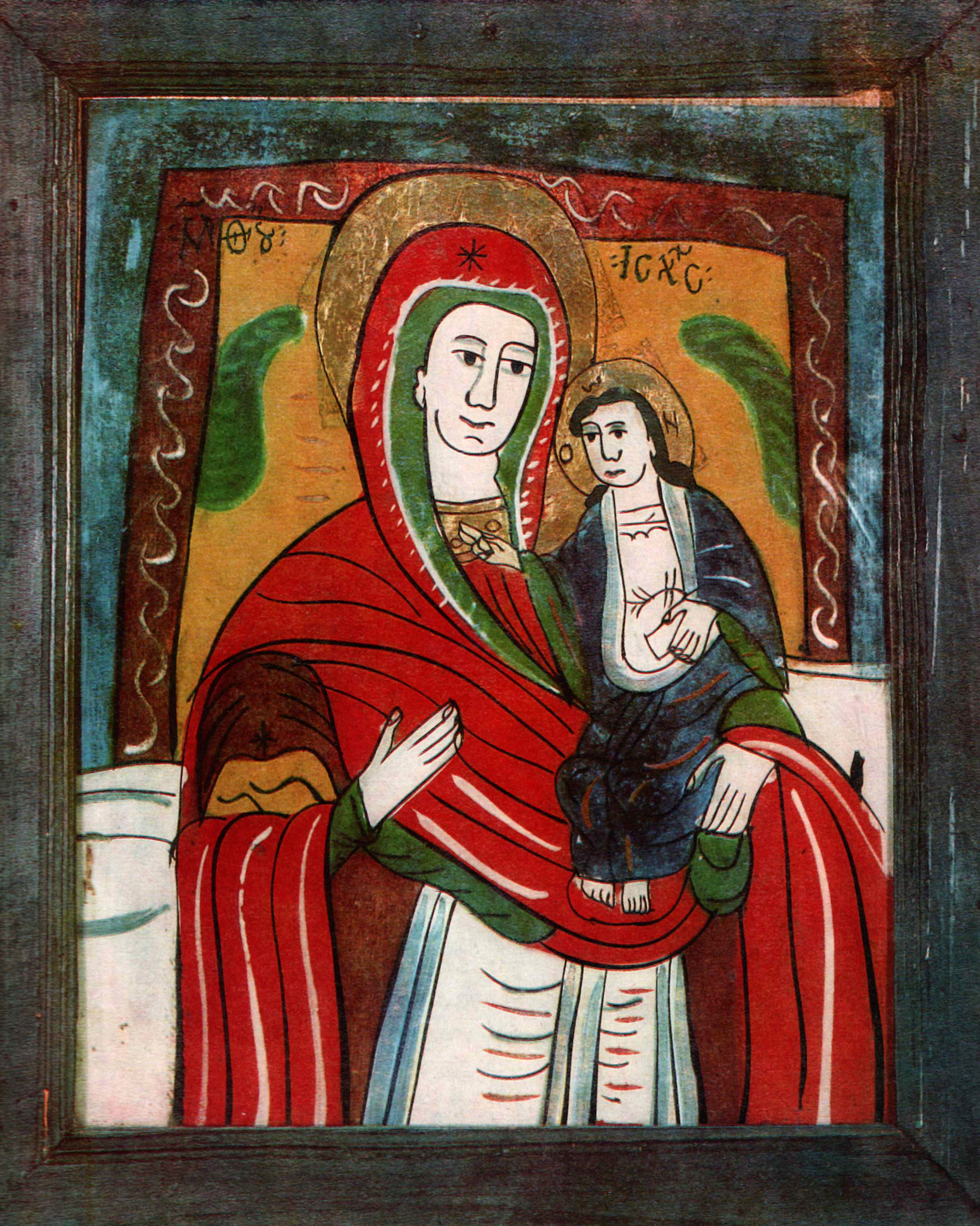
fig. 1 - Nicula (anonimă) - Maica Domnului cu Pruncul - începutul secolului al XIX-lea

Maria a fost înfățișată cu precădere cu pruncul în brațe, asta ca un omagiu adus icoanei miraculoase ce a lăcrimat în anul 1699. Icoana lui Luca din Iclod a fost pictată pe lemn într-o manieră ce nu era la îndemâna simplilor iconari și ca atare, copiile pe care aceștia le-au făcut nu au fost unele fidele. Ei au transpus icoana miraculoasă de tipul Icoanei Maicii Domnului „Hodighitria” (Îndrumătoarea) în tehnica lor. Au simplificat formele, însă au păstrat identică, în unele exemplare, mișcarea personajelor, chiar și direcția faldurilor (vezi fig.1). Desigur că există și alte reprezentări niculene ale Mariei cu Pruncul, care s-au distanțat foarte mult de modelul Hodighitria.
Se cunosc icoane niculene, unele dintre cele mai vechi, care au ca tematică Nașterea Maicii Domnului, Intrarea în biserică, Buna Vestire. Temele preferate au fost: Adormirea Maicii Domnului, așa cum a fost icoana de hram a noii biserici a mănăstirii; portretul Mariei îndurerate cu crucifixul ca simbol al durerii lângă chipul ei, această temă fiind a treia ca frecvență de producție, în timp ce în alte centre de pictură ea a fost pe primul loc; Maica Domnului jalnică, care este de inspirație catolică, cumva o derivată din Mater doloroso.
În foarte multe variante compoziționale, se întâlnește tema Nașterii lui Isus. Unele compuse savant, de inspirație străină, unele decalcate după felurite xilogravuri, și multe foarte naive. Sărbătoarea regilioasă ortodoxă Stretenia sau tematica Tăierii împrejur au fost slab reprezentate în pictura pe sticlă din Nicula. În schimb, se întâlnește mai des tema Botezului lui Isus, și foarte rar Isus cu Sfântul Ilie și Moise. Există multe variante a temei Cina cea de taină, probabil datorită simbolismului ei. Mai rar apare în icoanele niculene Intrarea în Ierusalim și foarte rar Isus rugându-se pe Muntele Măslinilor. Răstignirea este, în schimb, redată în zeci și zeci de feluri, ea fiind o preferată a picturii niculene.
Prohodul lui Isus, redus drastic la trei personaje, și Învierea Domnului există în nenumărate variante. Pe de altă parte Ziua Crucii, Pogorârea Sfântului Duh și Schimbarea la Față au fost teme mai puțin abordate de către meșterii niculeni. Pe de altă parte, Pantocratorul a fost pictat mult mai des în viziuni monumentale decât Isus învățătorul. Simbolul euharistiei care a avut implicații tematice diverse - Isus cu vița de vie, a fost reprezentat la Nicula mult mai aproape de dogma în sine, stând în picioare pe lespedea mormântului, în timp ce în Șcheii Brașovului și în Țara Oltului, Isus șade de obicei pe o ladă de zestre.
Masa Raiului a fost un subiect foarte mult uzitat de către iconarii din Nicula, asta datorită rezolvării compoziției decorative. Masa a fost simbolizată printr-un romb dispus central. Pe laturile lui sunt reprezentate alte patru romburi în care au fost figurate personajele care au participat la festinul ceresc - Isus, Maria și încă doi sfinți. La încrucișarea benzilor care delimitează romburile, sunt figurate ornamente. Spațiile care au rămas libere au fost ocupate de reprezentarea Pomului vieții sau de compoziții florale care amintesc de ceramica din Oaș. Cei mai pictați sfinți sunt Sfântul Gheorghe, Sfânta Paraschiva, Sfântul Nicolae, Sfinții Constantin și Elena și Sfinții Arhangheli Mihail și Gavriil.
Un alt fapt reflectat de analiza celor doi istorici și etnografi, în 1972, a fost că, în timpul în care Biserica de lemn din Nicula a fost ocupată de călugării greco-catolici, aceștia au încurajat folosirea motivelor existente în iconografia religiei catolice, în detrimentul celei ortodoxe. Astfel au fost folosite motivele Isus și Ioan copii sau Sfântul Ioan Botezătorul copil, cu mielul în brațe și înconjurat de trandafiri, Ioan ținând mielul în brațe sau Isus purtând în mâini globul pământesc.
Influența centrului austriac Sandl al producției de icoane s-a făcut resimțită în a doua jumătate a secolului al XIX-lea. El a dat ca model meșterilor iconari din Nicula pe Sfântul Ioan cu mielul. În colecția Bisericii de lemn existau opt reprezentări diferite ale acestei tematici. Pentru fiecare reprezentare existau mai multe exemplare. În prima perioadă a declinului picturii de la Nicula de la sfârșitul secolului al XIX-lea, icoanele prezentau mai puține teme din ciclul cristologic, prin comparație cu portretele sfinților protectori. Există în acest sens o temă hagiografică rar întâlnită. Icoana o înfățișează pe Sfânta Marina cu diavolul. Diavolul este metamorfozat într-un cățel lovit de sfântă cu o piatră. Marina are o cruce și o carte și în mâna dreaptă o piatră. Ea ține în poală un drăcușor care are un cap de copil cu cornițe. Trupul drăcușorului amintește de corpul unui câine.
Modul de interpretare al temelor și varietatea lor s-ar putea asemăna cu bogăția cusăturilor populare din satele din România. Precum cusăturile, icoanele de la Nicula aparțin unei familii de motive ale căror caracteristici sunt comune, dar modurile de rezolvare nu sunt niciodată identice. Acest fenomen nu se mai întâlnește niciunde în pictura pe sticlă din Europa Centrală. Datorită acestui motiv, individualitatea creatoare a țăranului român, cu mijloace dintre cele mai modeste, a dus la nașterea celei mai frumoase creații populare de pe continentul european.

## Comercializarea icoanelor
Cu coșul în spinare, vânzătorii plecau pe jos, ducându-și marfa, mai ales, în Bihor, Maramureș, Oaș, Sălaj, dar și în sudul Ardealului și chiar dincolo de munți. De obicei, într-un coș se încărcau două « șucuri » (de la nemțescul Schock). Zece icoane de format mare, sau treizeci icoane de format mic, alcătuiau un șuc. Trei zeci de icoane de format mic sau zece de format mare constituiau un șuc.

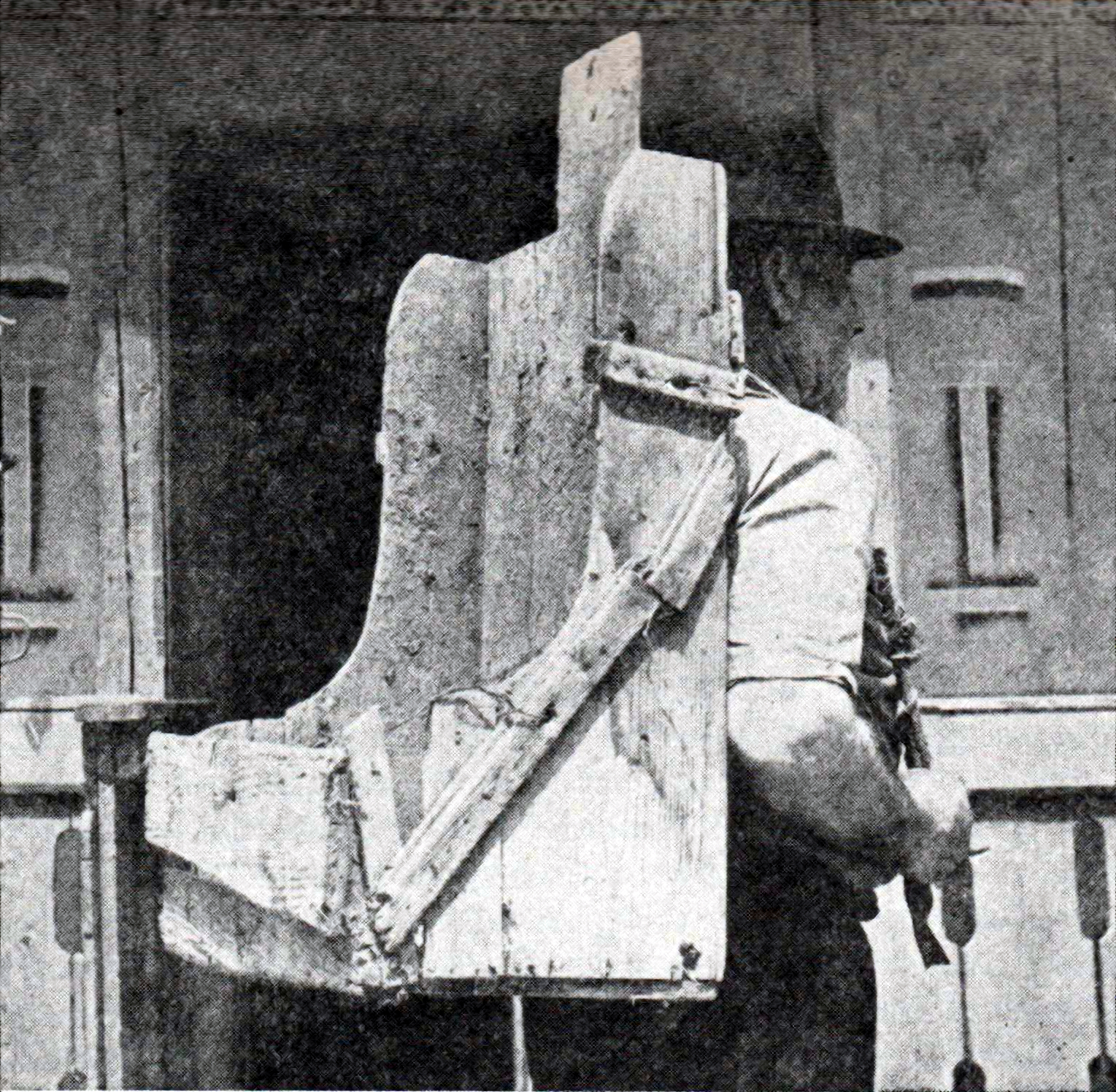
Coș pentru icoane (foto 1972) folosit pentru transportul icoanelor

Coșul cu icoane cântărea circa șase - șapte kilograme, la care se mai adăuga greutatea icoanelor, se ajungea la o sarcină totală de circa 30 - 35 de kilograme. Lucrările mari aveau un preț de vânzare de două coroane și cele mici de 50 de fileri, echivalentul a 25 de creițari. De multe ori icoanele se vindeau în sistem de troc, pe așa zisele haine, noțiune care îdentifica în acele vremuri pânza și postavul, dar și pe saci sau ștergare, dar niciodată pe produse alimentare. Există mențiuni documentare din anul 1891, care precizează că în satul Nicula erau 46 de negustori de icoane. Maria Chifor împreună cu Chendreșenița și Ioan Chendreșan, a practicat pictura pe sticlă, un timp, în atelierul comerciantului de icoane Vaida Alexandru (Kohn Elek) din Gherla. Chifor & co desenau icoanele după șabloane confecționate în Gherla. Aveau angajate niște zilieri femei care umpleau lucrările cu culoare. Această diviziune a muncii nu exista în Nicula. Acolo fiecare își desena și picta icoanele pe care le făcea.
Vaida Alexandru avea mulți angajați pe post de colportori (vânzători ambulanți). Aceștia transportau icoanele făcute în atelierul său și le vindeau. Produsele lui Vaida erau răspândite în tot nordul Transilvaniei însă, ele aparțin celei de a doua perioadă de creație de la Nicula, care a fost una de declin a picturii pe sticlă de aici. Icoanele lui Vaida prezintă o stridență cromatică, un desen plin de stângăcii, dar sunt totuși, încă, pline de vigoare și au o anume frumusețe robustă. În aceeași perioadă, a mai existat un angrosist de icoane, concurent cu Vaida, un armean al cărui nume era maghiarizat - Karácsony.
Din amintirile lui Gheorghe Chifor, se poate menționa faptul că, după anul 1914, în Gherla s-au făcut litografii cu subiecte religioase. Acestea erau înrămate de către un evreu și erau duse de niculeni prin târgurile și iarmaroacele sătești. Exista o cerere imensă pentru litografii și icoane. Astfel, în satul Breaza, comuna Ciceu-Giurgești era un obicei, fetele singure la părinți, atunci când se mutau în casa mirelui, trebuiau să aducă în zestrea lor 12 icoane, una trebuia să fie, în mod obligatoriu, cu Maica Domnului.
Maria Chifor II a fost cea care pictat seria de icoane cu Maica Domnului jalnică ce erau caracterizate de fața albă, gravă și mare, unde valorizarea era făcută prin umbre negre. Atât fondul albastru-siniliu, cât și maforionul sun acoperite majoritar de trandafiri (ruje) roșii. Chifor și-a vândut produsele la Cluj, Dej și în Maramureș unde avea în câteva sate o serie de rubedenii, în Sighet și Negrești.

## Analiză comparativă între perioadele de creație
Icoanele noi, cele din a doua perioadă de creație de la Nicula, sunt inferioare calitativ celor vechi, din prima perioadă. Au însă și ele farmecul lor. Dimensiunile la care au fost realizate sunt de 40x50cm, față de 30x25cm. Cel mai adesea, ele au fost pictate pe o sticlă lipsită de strălucire, industrială. Decorațiile florale care apar pe icoanele vechi, au un rol secundar, dar de o rară eleganță a stilizării, ele se integrează compoziției cu o mare discreție. Cu trecerea timpului, florile au început să fie supradimensionate și ghirlandele au ajuns să se unească în partea de sus a icoanei, practic au dus la formarea unei arcade deasupra scenei de prim-plan. Ele au ocupat colțurile superioare ale compoziției sau chiar au încercuit toată scena. Soții Dancu au atribuit această tendință a picturii niculene influenței artei populare slovace. S-a întâmplat așa, pentru că icoanele de proveniență slovacă erau prezente la târgurile care se organizau cu ocazia pelerinajelor de la Nicula.
S-a constatat la icoanele noi. o tendință către o paletă cromatică mult mai luminoasă, care a fost o consecință apărută ca urmare a schimbării paletei și în arta cultă. Se știe că de la apariția impresionismului, pictura în general, a abordat o reprezentare mai clară și mult mai luminoasă, cromatica devenind mult mai vie. Cromatica niculeană preia o dominantă a compoziției bazată exclusiv pe roșu, care a fost folosit cu precădere la veșminte și la rujele luxuriante. Fondul a devenit ori alb, ori siniliu (albastru ceruleum deschis), sau compoziția s-a divizat în două zone colorate diferit - cobalt sau ultramarin la interior și alb la exteriorul arcadei florale. Celor trei tonuri li s-a mai asociat unul, un galben estompat și șters. Acesta, asociat cu roșul, a produs uneori în icoanele noi un dezacord vulgar.
Treptat, a dispărut prețiozitatea culorilor care erau preparate cu mare migală din pământuri și săruri minerale. Au apărut pe de altă parte niște culori industriale care cu toate că se preparau din făină sau din bulgări, nu mai reușeau, ca în trecut, să ducă la obținerea unor nuanțe surdinizate și tandre. Tot treptat s-a produs și o diminuare a strălucirii, prin folosirea bronzului auriu în locul foiței de aur.
Ultima perioadă de creație în pictura pe sticlă de la Nicula s-a caracterizat printr-un desen făcut neîngrijit și o cromatică plină de stridențe, la care s-a adăugat în mod nefericit o execuție plină de rutină. Ca urmare a dispărut tonul grav, precum și distincția și lirismul vechilor icoane. Sfinții au devenit hilari, macrocefali, cu capetele rotunde conturate de șuvițe subțiri de păr negru. Decorativul a început să ocupe spații progresive din cauză că s-a mărit cadrul (dimensiunea icoanei) până la de patru ori, dar nu s-a mărit șablonul. Astfel s-au creat spații mari, libere, unde elementele decorative au ajuns la saturație.
Pe icoanele ale căror suprafețe erau mici, acordul cromatic și motivul au avut cu totul alte efecte decât la formatul mărit care s-a înscris, cum s-a văzut mai sus, într-un alt context decorativ. Acum a început o etapă în care meșterii iconari desenau mult, fără niciun fel de șablon. Ei aveau o execuție liberă care a determinat o nesiguranță în desen, fapt care a dus la un dezechilibru cromatic și compozițional. Imaginea nu a mai fost bine închegată și ca urmare nu a mai avut aceleași valențe estetice.

## Amnezia colectivă
În anul 1972, în vară, Juliana și Dumitru Dancu au cercetat satul cu speranța de a găsi la familiile descendenților vechilor meșteri iconari de la Nicula, vreo icoană despre care să se știe cine a realizat-o. Cercetarea făcută de ei, a avut și scopul de a depista, prin comparație, niște autori care au definit măcar câteva stiluri de interpretare stilistică. Ceea ce au văzut ei, a stârnit stupefacția. În localitatea unde s-au pictat, după spusele lor, zeci de mii, poate sute de mii de icoane, ei nu au mai găsit niciuna. Doar în biserica de lemn a Mănăstirii Nicula existau circa două sute de icoane, aproape toate făcute în prima jumătatea a secolului al XX-lea sau la începutul lui. Au găsit în schimb, câțiva săteni care au afirmat că își mai aduc aminte cam care au fost autorii unora dintre ele.
Cercetătorii Dancu l-au rugat pe Petre Feur, fiul lui Ștefan Feur, cioban de meserie, să le arate care sunt icoanele pictate de tatăl său care se află în biserică. Petre le-a arătat o serie de icoane din cele mai diverse ca factură stilistică, unele din ele fiind atribuite de către alți săteni ca fiind făcute de Maria Chifor. Una din ele, a afirmat Juliana Dancu, era cu certitudine pictată de Ana Deji din Făgăraș, stilul acesteia fiind de neconfundat. Cercetătorii văzându-se în această situație, au concluzionat că interogarea pe care au făcut-o nu are nici o valoare științifică, deoarece spusele sătenilor se contraziceau într-un mod evident. Cum icoanele de la Nicula sunt și vor rămâne o parte din patrimoniul anonim al artei populare românești, demersul de a atribui câteva unor nume cunoscute s-a dovedit a fi zadarnic.

Stilul icoanelor din a doua perioadă de creație, cea a declinului
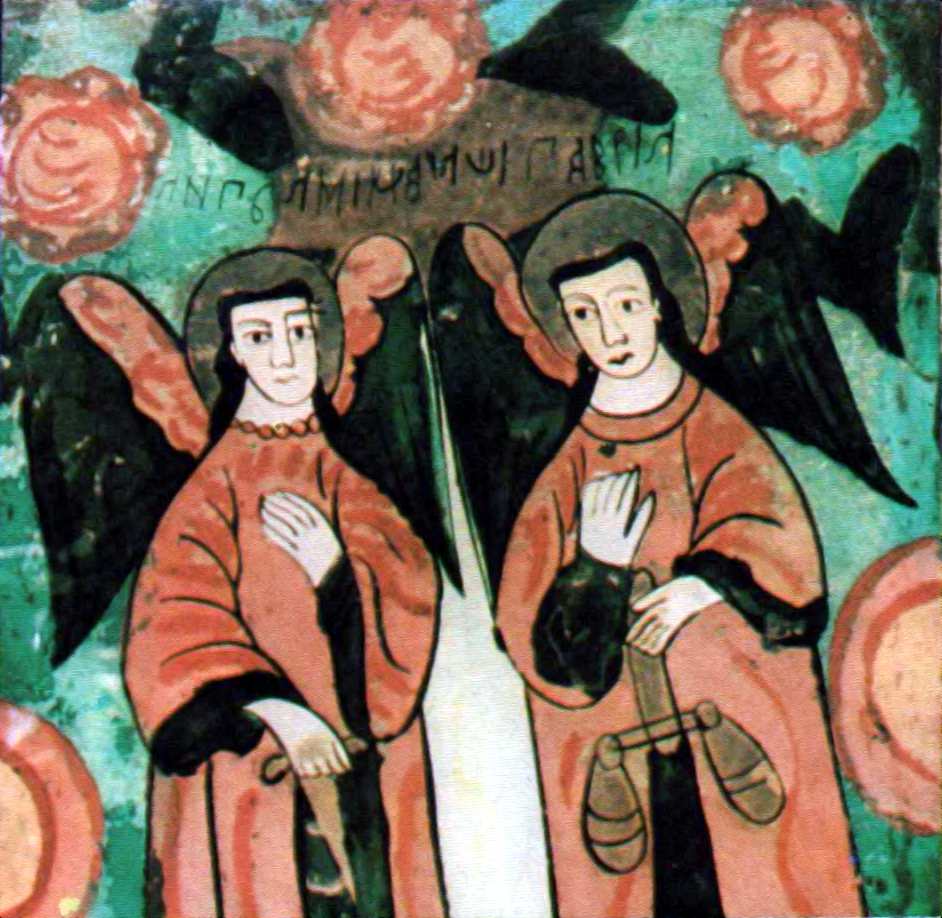
Sfinții Mihail și Gavril
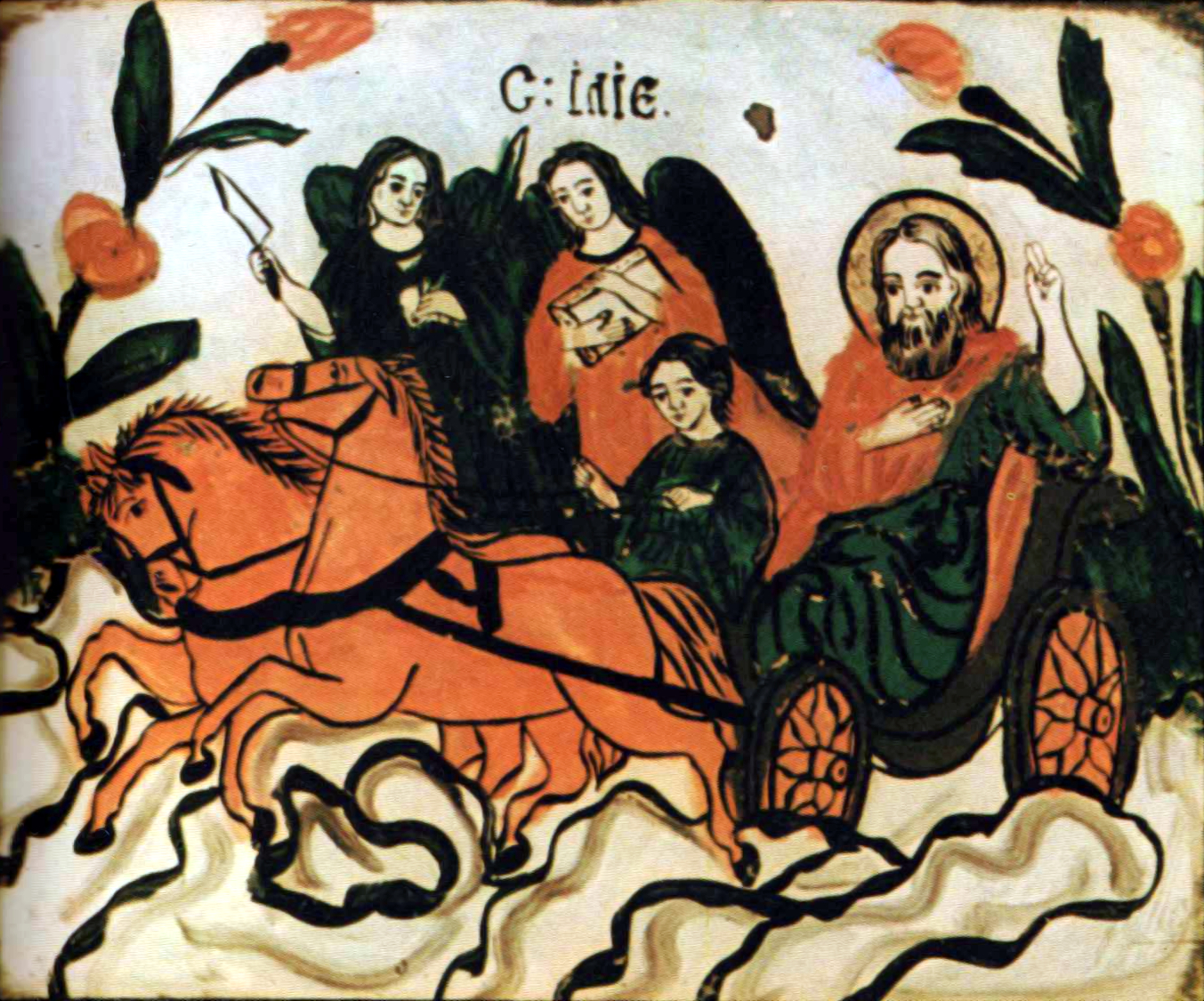
Sfântul Ilie
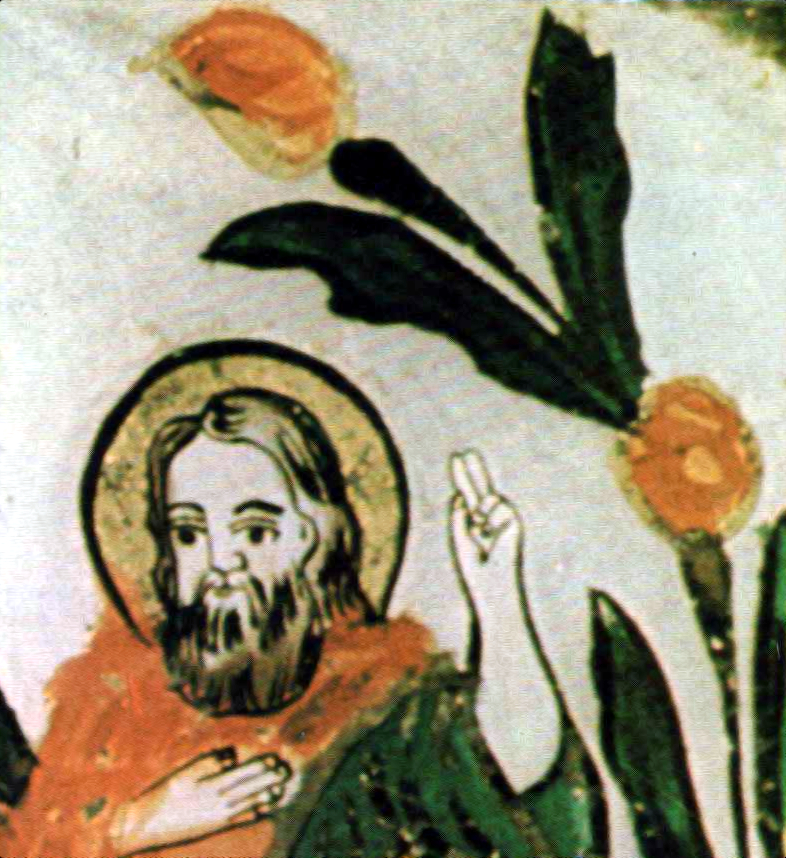
... detaliu
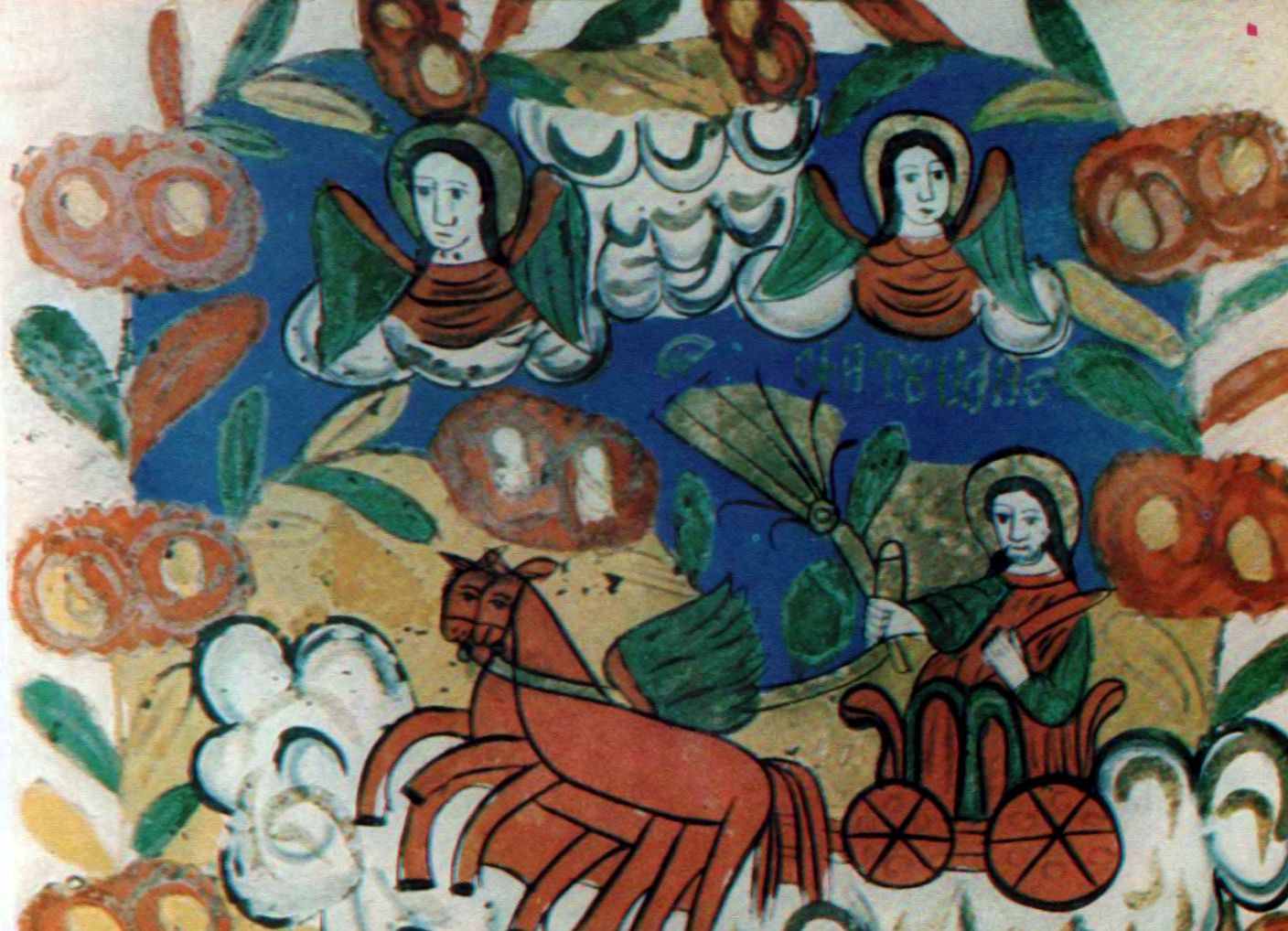
Sfântul Ilie
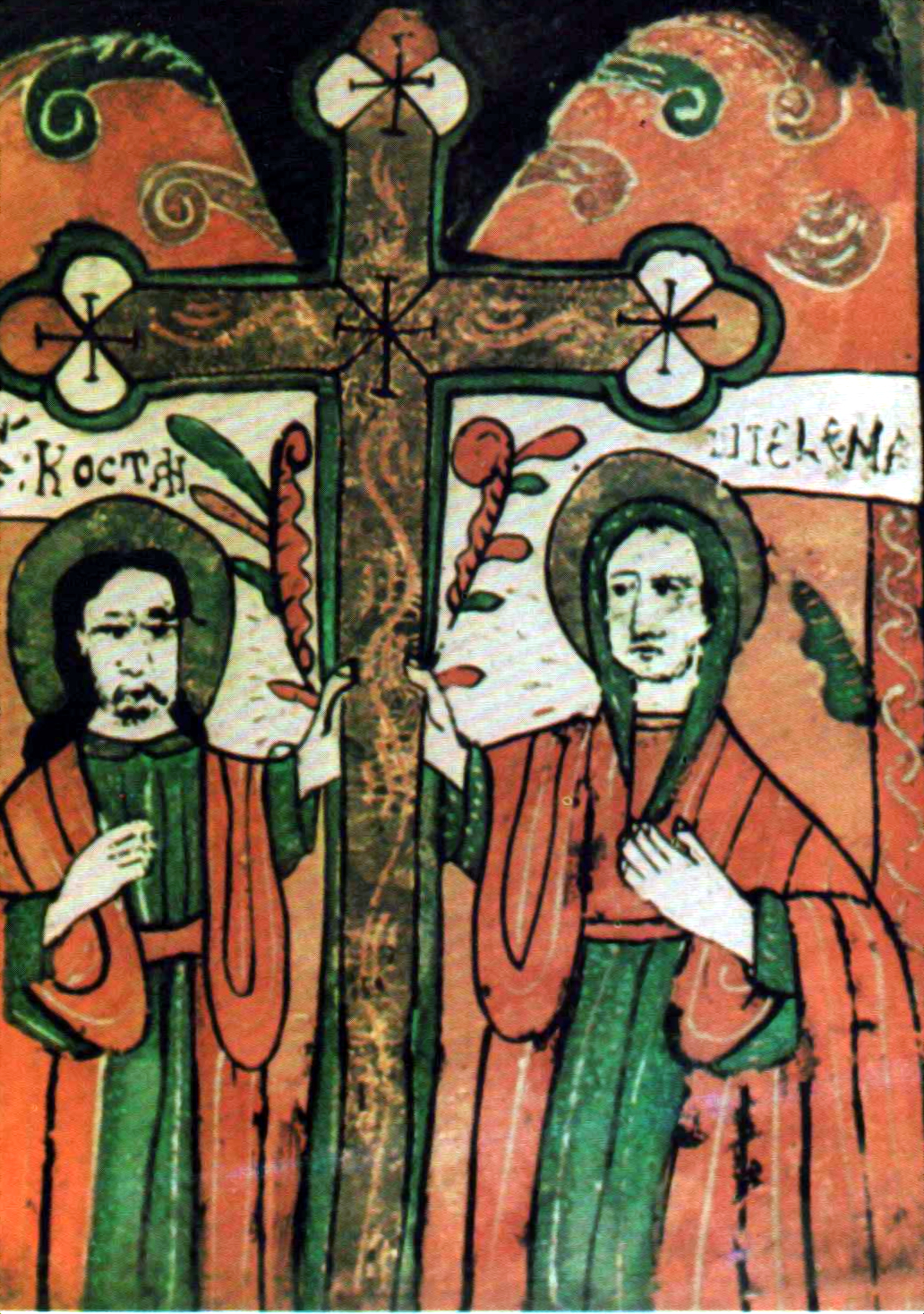
Sfinții Constantin și Elena

## Ultimul iconar din Nicula - Gheorghe Feur

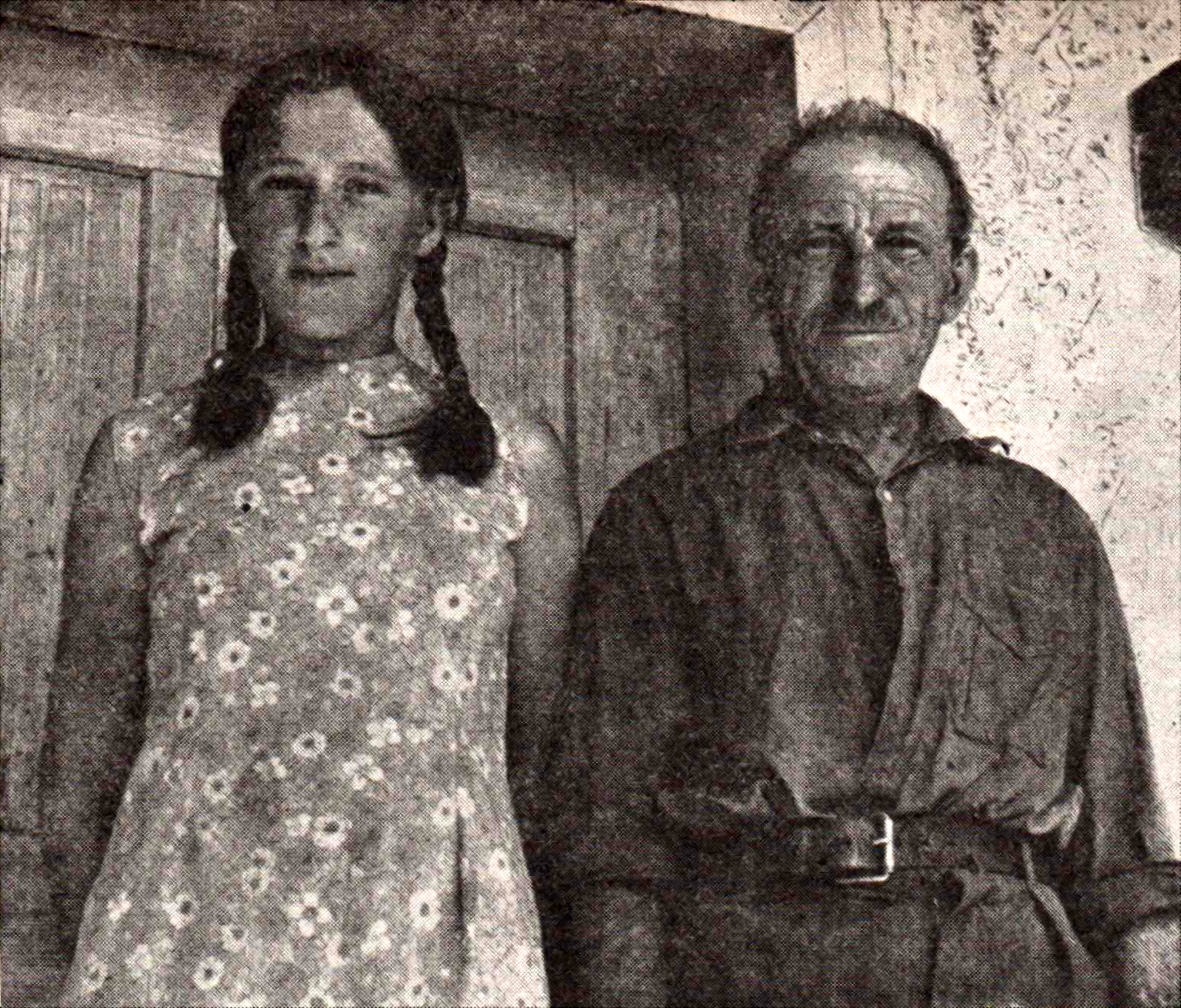
Mariana și Gheorghe Feur - ultimii meșteri iconari de la Nicula (1972)

În anul 1972, în Nicula, mai exista un singur iconar, Gheorghe Feur, zis Clopotarul, care picta pe sticlă împreună cu fiica sa Mariana. Locuia într-o casă sărăcioasă cu două camere, nepodită, cu lut pe jos și cu o prispă în față. Avea 50 de ani și practica meseria din tinerețe. În 1969 sau 1970, Clopotarul a fost angajat la o cooperativă din Cluj, acolo de unde primea unele șabloane desenate pe hârtie de calc. Cu ajutorul lor, Clopotarul copia desenele pe sticlă și apoi picta icoanele. Folosea de asemenea și alte șabloane pe care le mai găsea prin satele vecine Niculei.
Toate materialele pe care le achiziționa erau de proveniență industrială - culori de ulei și Duco cu ajutorul cărora obținea suprafețe opace și uniforme cu tonuri acide pe o sticlă groasă și verzuie. Culorile pe care le folosea erau uneori amestecate în scopul de a obține un albastru deschis, cu alb, sau închidea roșul aprins cu negru. Pensulele (condeiele) le făcea așa cum se confecționau în trecut însă, folosea părul moale pe care-l tăia de la un nepoțel, de la care lua șuvițe de circa 5cm lungime, pe care le strângea într-un cotor de pană de curcă. Cotorul îl înfigea într-un bețișor și-l lega strâns cu ață.
În 1971, Clopotarul a fost angajat timp de șase săptămâni la Muzeul Satului din București, unde a lucrat pentru standul de vânzare. Clopotarul putea să scrie patru sau cinci icoane mici într-o singură zi, însă pentru o Judecată de apoi care avea un format mare lucra două zile. Atunci când lucra icoane în serie, el scria câte zece icoane o dată cu negru și apoi le colora cu câte o culoare. Începea cu albul fețelor și al mâinilor și continua cu frunzele de culoare verde, apoi florile roșii ș.a.m.d. Pentru umplerea fondurilor a folosit tonuri șterse, atenuate pe care le obținea din galben, castaniu și albastru.

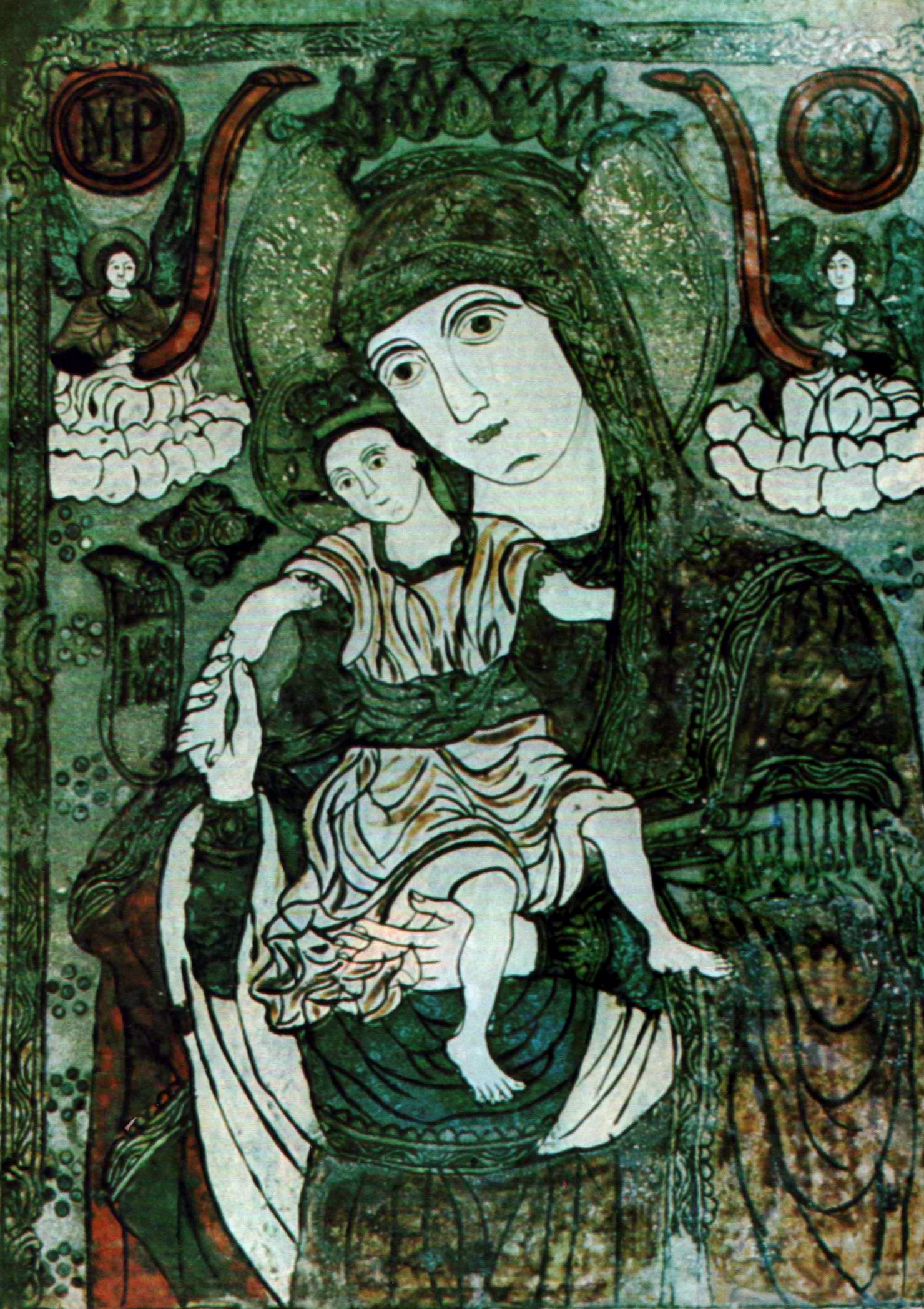
Maica Domnului

Execuția lucrărilor era însă destul de primitivă. Ea era lipsită de o înțelegere a formelor pe care le copia. Chipurile aveau un aspect cretin, dezumanizant, ce ieșeau în evidență prin figurarea invariabilă de ochi holbați. Pentru ochi desena două semicercuri opuse și în mijlocul lor punea un punct. Prin comparație cu vechile icoane de la Nicula din prima perioadă de creație, meșterii din vechime desenau un iris semicircular lipit de pleoapa superioară, figurată ca un segment de cerc puțin arcuit. Pleoapa inferioară era pictată într-un gri, ea era doar insinuată, și ca urmare chipul căpăta o expresivitate meditativă cu o privire melancolică și gravă. Detaliul acesta folosit de vechii meșterii iconari, dădea sfinților pictați o notă aparte.
Clopotaru folosea de obicei culori închise cu acorduri sumbre. El căuta să dea icoanelor vechea înfățișare din epoca de glorie a picturii de la Nicula. Însă, ultimul iconar din Nicula lipea pe spatele icoanei, pe post de capac de protecție, o hârtie violetă, ca aceea de învelit cărțile școlare. Acea hârtie era singura protecție a suportului pictural, infinit mai fragilă ca variantele de capac din vechime. Clopotarul nu-și înrăma icoanele. Comenzile de lucrări pe care le avea, erau înrămate de obicei la tâmplarul Ștefan Feur. Cu toate că Gheorghe Feur nu avea școală, el știa să scrie, dar nu și soția lui.
Fiica lui Clopotarul, Mariana Feur, s-a născut în 1957 și a absolvit opt clase. A pictat și ea pe sticlă începând de la vârsta de nouă ani. Mariana și-a dorit să ajungă pictoriță și spera să facă o școală în acest sens la Cluj. Din nefericire, picturile pe care cei doi Feur le-au realizat, erau producții incapabile să redea ceva din frumusețea vechii picturi de la Nicula, asta din cauza unei execuții primitive, a unui colorit neadcvat, a unui desen plin de nesiguranță și nu în ultimul rând a folosirii unor materiale necorespunzătoare. Icoanele lor au îmbrăcat câteodată, aspecte hilare, dar au fost semnate toate cu mare grijă, cu nume, prenume și dată.
Producția de icoane a Marianei și Gheorghe Feur nu poate fi considerată în niciun fel ca fiind a unor continuatori de tradiție a unei școli de pictură pe sticlă, ca cea de la Nicula. Ea este doar un fenomen al decadenței unei arte țărănești care cu sute de ani în urmă era recunoscută la superlativ.
Fenomenul artei figurative pe sticlă de la Nicula s-a reactivat la sfârșitul secolului al XX-lea datorită unui mare interes pe care l-au manifestat cercetătorii, editorii, și colecționarii de artă populară.